# Llista de clubs de futbol
Un club de futbol és una associació esportiva legalment constituïda i inscrita en la respectiva federació nacional o estatal de futbol i que, per tant, pot intervenir amb el seu equip en competicions oficials d'aquest esport. Aquesta és una llista de clubs de futbol d'arreu del món.

## Futbol femení

### Primera Divisió d'Espanya
- Futbol Club Barcelona
- Real Madrid Club de Fútbol (femení)
- Madrid CFF
- Club Atlético de Madrid Féminas
- Levante UD (femení)
- Reial Societat (femení)
- València Fèmines Club de Futbol
- Sevilla FC (femení)
- Athletic Club de Bilbao (femení)
- Sporting Club de Huelva
- Real Betis Balompié (femení)
- Vila-real Club de Futbol
- Deportivo Alavés
- Futbol Club Llevant Badalona

## Futbol masculí

### Europa (UEFA)

#### Espanya

##### Catalunya
- Barcelonès
  - Barcelona
    - Futbol Club Barcelona
    - Reial Club Deportiu Espanyol
    - Club Esportiu Europa
    - Unió Esportiva Sant Andreu
    - Unió Esportiva Poble Sec
    - Unió Atlètica d'Horta
    - Unió Esportiva Sants
    - Club Esportiu Júpiter
    - Futbol Club Martinenc
    - Club Atlètic Ibèria
    - Futbol Club Barcelona B
    - Reial Club Deportiu Espanyol B
    - Centre Cultural i Esportiu Turó de la Peira
    - Alzamora Club de Futbol
    - Club Atlètic Poble Nou
    - Club de Futbol Barceloneta
    - Club de Futbol Damm
    - Club de Futbol Muntanyesa
    - Unió Barcelonista Catalònia
    - Atlètic Catalunya Club de Futbol (†)
    - Casual Sport Club (†)
    - Català Futbol Club (†)
    - Centre d'Esports de Sants (†)
    - Club Deportiu Catalunya de Les Corts (†)
    - Escocès Futbol Club (†)
    - Futbol Club Barcelona C (†)
    - Futbol Club Internacional (†)
    - Futbol Club Espanya (†)
    - Gimnàstica Iberiana (†)
    - Hispània Athletic Club (†)
    - Universitary Sport Club (†)
    - X Sporting Club (†)

  - L'Hospitalet de Llobregat
    - Centre d'Esports L'Hospitalet
    - La Florida Club de Futbol
    - Unión Deportiva Gornal
    - Unión Deportiva Unificación Bellvitge
    - Club Esportiu Pubilla Casas (†)
    - Club de Futbol Hèrcules Hospitalet (†)
    - Club Deportiu Santa Eulàlia (†)
    - Unión Deportiva Hospitalet (†)

  - Badalona
    - Club de Futbol Badalona
    - Associació Esportiva Unificació Badalona Sud
    - Unió de l'Esport Badaloní (†)

  - Santa Coloma de Gramenet
    - Unió Deportiva Atlètica Gramenet

  - Sant Adrià de Besòs
    - Club Deportiu Adrianenc
    - Club Esportiu Sant Gabriel
    - UE Trajana-PB Sant Just
- Vallès Occidental
  - Centre d'Esports Sabadell (Sabadell)
  - Club Esportiu Mercantil (Sabadell)
  - Futbol Club Atlètic de Sabadell (Sabadell) (†)
  - Terrassa Futbol Club (Terrassa)
  - Centre Parroquial San Cristóbal (Terrassa)
  - Club Deportiu Agut (Terrassa) (†)
  - Cerdanyola del Vallès Futbol Club (Cerdanyola del Vallès)
  - Club de Futbol Ripollet (Ripollet)
  - Club Deportiu Montcada (Montcada i Reixac)
  - Club Futbol Viladecavalls (Viladecavalls)
  - Futbol Club Sant Cugat Esport (Sant Cugat del Vallès)
  - Júnior Futbol Club (Sant Cugat del Vallès)
  - Unió Esportiva Castellar (Castellar del Vallès)
  - Unió Esportiva Rubí (Rubí)
  - Centre d'Esports Llorençà (Sant Llorenç Savall)
- Vallès Oriental
  - Esport Club Granollers (Granollers)
  - Club Atlètic del Vallès (Granollers)
  - Club de Futbol Martorelles (Martorelles)
  - Club de Futbol Mollet Unió Esportiva (Mollet del Vallès)
  - Club de Futbol Parets (Parets del Vallès)
  - Club Esportiu Llerona (Llerona)
  - Club Esportiu Sant Celoni (Sant Celoni)
  - Unió Esportiva Canovelles (Canovelles)
- Baix Llobregat
  - Futbol Club Santboià (Sant Boi de Llobregat)
  - Club Deportivo Marianao Poblet (Sant Boi de Llobregat)
  - Associació Esportiva Prat (El Prat de Llobregat)
  - Unió Esportiva Castelldefels (Castelldefels)
  - Unió Esportiva Cornellà (Cornellà de Llobregat)
  - Club de Futbol Gavà (Gavà)
  - Club Futbol Begues (Begues)
  - Club de Futbol Martorell (Martorell)
  - Club de Futbol Olesa de Montserrat (Olesa de Montserrat)
  - Futbol Associació Espluguenc (Esplugues de Llobregat)
  - Futbol Club Levante Las Planas (Sant Joan Despí)
  - Molins de Rei Club de Futbol (Molins de Rei)
  - Santfeliuenc Futbol Club (Sant Feliu de Llobregat)
- Maresme
  - Club Esportiu Mataró (Mataró)
  - Iluro Sport Club (Mataró) (†)
  - Unió Esportiva Cerdanyola de Mataró (Mataró) (†)
  - Club Esportiu Premià (Premià de Mar)
  - Unió Esportiva Vilassar de Mar (Vilassar de Mar)
  - Club Deportiu Masnou (El Masnou)
  - Centre Esportiu Vilassar de Dalt (Vilassar de Dalt)
  - Club de Futbol Calella (Calella)
- Ripollès
  - Club de Futbol Ripoll (Ripoll)
  - Club Esportiu Abadessenc (Sant Joan de les Abadesses)
  - Futbol Club Vilallonga de Ter (Vilallonga de Ter)
- Bages
  - Centre d'Esports Manresa (Manresa)
  - Club de Futbol Cardona (Cardona)
  - Centre d'Esports Sallent (Sallent)
  - Centre d'Esports Súria (Súria)
  - CF Torelló (Torelló)
- Osona
  - Agrupació Esportiva i Cultural Manlleu (Manlleu)
  - Futbol Club Calldetenes (Calldetenes)
  - OAR Vic (Vic)
- Anoia
  - Club de Futbol Igualada (Igualada)
  - UD Rebrot (Òdena)
- Alt Penedès
  - Futbol Club Vilafranca (Vilafranca del Penedès)
- Baix Penedès
  - Unió Esportiva Tancat (El Vendrell)
- Garraf
  - Club de Futbol Vilanova i la Geltrú (Vilanova i la Geltrú)
- Tarragonès
  - Club Gimnàstic de Tarragona (Tarragona)
  - Club de Futbol La Pobla de Mafumet (La Pobla de Mafumet)
- Baix Camp
  - Club de Futbol Reus Deportiu (Reus)
  - Club de Futbol Reddis (Reus)
  - Club Esportiu Despertaferro (Reus)
  - Club Esportiu Unió Astorga (Reus)
  - Unió Esportiva Barri Santes Creus (Reus)
  - Club Deportiu Riudoms (Riudoms)
- Alt Camp
  - Unió Esportiva Valls (Valls)
- Conca de Barberà
  - Unió Esportiva Montblanc (Montblanc)
- Ribera d'Ebre
  - Club Esportiu Olímpic Móra d'Ebre (Móra d'Ebre)
- Baix Ebre
  - Club Deportiu Tortosa (Tortosa)
- Montsià
  - Club de Futbol Amposta (Amposta)
  - Unió Esportiva Rapitenca (Sant Carles de la Ràpita)
  - Club de Futbol Ulldecona (Ulldecona)
- Segrià
  - Club Lleida Esportiu (Lleida)
  - Unió Esportiva Lleida (Lleida) (†)
  - Futbol Club Joventut Republicana (Lleida) (†)
  - Futbol Club Lleida (Lleida) (†)
  - Futbol Club Benavent (Benavent de Segrià)
- Noguera
  - Club de Futbol Balaguer (Balaguer)
- Urgell
  - Unió Esportiva Tàrrega (Tàrrega)
- Pla d'Urgell
  - Club de Futbol Joventut de Mollerussa (Mollerussa)
  - Unió Esportiva Vilanovenca (Vilanova de Bellpuig)
- Alt Urgell
  - Club de Futbol Organyà (Organyà)
- Gironès
  - Girona Futbol Club (Girona)
  - Gironès - Sabat (Girona)
  - Unió Deportiva Girona (Girona) (†)
  - Unió Cultural Esportiva Celrà (Celrà)
  - Unió Deportiva Cassà (Cassà de la Selva)
  - Unió Esportiva Llagostera (Llagostera)
  - Unió Esportiva Quart (Quart)
- Garrotxa
  - Unió Esportiva Olot (Olot)
  - Escola de Futbol Garrotxa (Olot)
  - Joventut Sant Pere Màrtir (Olot)
  - Club de Futbol Sant Roc Olot (Olot)
  - Atlètic Olot (Olot)
  - Club Poliesportiu Santjoanenc (Sant Joan les Fonts)
  - Agrupació Esportiva La Canya (La Canya)
  - Club Poliesportiu Santa Pau (Santa Pau)
  - Club de Futbol Les Preses (Les Preses)
  - Escola de Futbol Bosc de Tosca (Les Preses)
  - Club Esportiu Maià (Maià de Montcal)
  - Penya Esportiva Montagut (Montagut i Oix)
  - Club de Futbol Joanetes (La Vall d'en Bas)
  - Club Esportiu Sant Esteve d'en Bas (La Vall d'en Bas)
  - Unió Esportiva Hostalets d'en Bas (La Vall d'en Bas)
  - Club de Futbol Sant Jaume de Llierca (Sant Jaume de Llierca)
  - Unió Esportiva Castellfollit (Castellfollit de la Roca)
  - Futbol Club Argelaguer (Argelaguer)
  - Unió Esportiva Tortellà (Tortellà)
  - Club Esportiu Besalú (Besalú)
  - Unió Esportiva Hostoles (Sant Feliu de Pallerols)
- Alt Empordà
  - Unió Esportiva Figueres (Figueres)
  - Fundació Esportiva Figueres (Figueres)
  - Peralada Club de Futbol (Peralada)
  - Unió Esportiva Vilajuïga (Vilajuïga) (†)
  - Futbol Club L'Escala (L'Escala)
  - Club Esportiu Portbou (Portbou)
  - Club Futbol Navata (Navata)
- Baix Empordà
  - Club Futbol Palamós (Palamós)
  - Futbol Club Palafrugell (Palafrugell)
  - Ateneu Deportiu Guíxols (Sant Feliu de Guíxols)
  - Unió Esportiva L'Estartit (Torroella de Montgrí)
  - Fundació Esportiva Atlètic Bisbalenc (La Bisbal d'Empordà)
- Pla de l'Estany
  - Club Deportiu Banyoles (Banyoles)
  - Atlètic Club Banyoles (Banyoles)
- Selva
  - Club Deportiu Blanes (Blanes)
  - Club de Futbol Lloret (Lloret de Mar)
  - Unió Esportiva Tossa (Tossa de Mar)
  - Unió Esportiva Caldes (Caldes de Malavella)
  - Club Athlètic Silenc (Sils)
  - Atletic Club Hostalric (Hostalric)
  - Centre d'Esports Farners (Santa Coloma de Farners)
  - Vilobí Club de Futbol (Vilobí d'Onyar)

##### País Valencià
- Ciutat de València
  - València Club de Futbol
  - València Club de Futbol Mestalla
  - Llevant Unió Esportiva
  - Llevant Unió Esportiva B
  - Gimnàstic Futbol Club (†)
  - Llevant Futbol Club (†)
  - Huracà València Club de Futbol
  - Club de Futbol Torre Levante Orriols
- l'Alacantí
  - Hèrcules Club de Futbol (Alacant)
  - Alacant Club de Futbol (†) (Alacant)
  - Alacant Club de Futbol B (†) (Alacant)
  - Futbol Club Jove Espanyol (Sant Vicent del Raspeig)
- l'Alcoià
  - Club Esportiu Alcoià (Alcoi)
- el Baix Maestrat
  - Vinaròs Club de Futbol (Vinaròs)
  - Club Esportiu Benicarló (Benicarló)
- el Baix Segura
  - Orihuela Club de Fútbol (Oriola)
  - Fútbol Club Torrevieja (Torrevella)
  - Unión Deportiva Horadada (Pilar de la Horadada)
  - Club Esportiu Alone (Guardamar del Segura)
  - Club Esportiu Dolores (Dolores)
  - Club Esportiu Thàder (Rojales)
- el Baix Vinalopó
  - Elx Club de Futbol (Elx)
  - Elx Club de Futbol Il·licità (Elx)
  - Crevillent Esportiu (Crevillent)
  - Torrellano Illice CF (Torre del Pla, Elx) (†)
- el Camp de Morvedre
  - Club Atlètic Saguntino (Sagunt)
  - Club Esportiu Acero (el Port, Sagunt)
- el Camp de Túria
  - Atlètic Vallbonense (La Pobla de Vallbona)
  - Llíria Club de Futbol (Llíria)
  - Riba-roja Club de Futbol (Riba-roja de Túria)
- el Comtat
  - Muro Club de Futbol (Muro d'Alcoi)
- la Costera
  - Club Esportiu Olímpic (Xàtiva)
  - Club Esportiu Llosa (Llosa de Ranes)
- l'Horta Nord
  - Burjassot Club de Futbol (Burjassot)
  - Unió Esportiva Puçol (Puçol)
- l'Horta Oest
  - Unió Esportiva Joventut Barri del Crist (Aldaia/Quart de Poblet)
  - Mislata Club de Futbol (Mislata)
  - Torrent Club de Futbol (Torrent)
  - Club Esportiu Torrent (Torrent)
  - Paterna Club de Fútbol (Paterna)
- l'Horta Sud
  - Catarroja Club de Futbol (Catarroja)
- la Marina Alta
  - Club Esportiu Dénia (Dénia)
  - Pego Club de Futbol (Pego)
- la Marina Baixa
  - Benidorm Club Esportiu (Benidorm)
  - Vila Joiosa Club de Futbol (La Vila Joiosa)
  - Club de Futbol La Nucia (La Nucia)
  - Unió Esportiva Altea (Altea)
- la Plana Alta
  - Club Esportiu Castelló (Castelló de la Plana)
  - Club Esportiu Castelló B (Castelló de la Plana)
  - Club Deportivo Almassora (Almassora)
  - Club Deportivo Benicàssim (Benicàssim)
  - Club de Futbol Borriol (Borriol)
- la Plana Baixa
  - Vila-real Club de Futbol (Vila-real)
  - Vila-real Club de Futbol B (Vila-real)
  - Vila-real Club de Futbol C (Vila-real)
  - Club Esportiu Borriana (Borriana)
  - Club Esportiu Onda (Onda)
  - Unió Esportiva Vall d'Uixó (La Vall d'Uixó)
  - Club de Futbol Nules (Nules)
- la Plana d'Utiel
  - Sporting Club Requena (Requena)
  - Club Esportiu Utiel (Utiel)
- la Ribera Alta
  - Unió Esportiva Alzira (Alzira)
  - Unió Esportiva Carcaixent (Carcaixent)
- la Ribera Baixa
  - Societat Esportiva Sueca (Sueca)
  - Sueca United Football Club (Sueca)
  - Club de Futbol Cullera (Cullera)
- la Safor
  - Club de Futbol Gandia (Gandia)
  - Unió Esportiva Oliva (Oliva)
- la Vall d'Albaida
  - Ontinyent Club de Futbol (Ontinyent)
  - Unió Deportiva Benigànim (Benigànim)
- el Vinalopó Mitjà
  - Club Esportiu Eldenc (Elda)
  - Novelda Club de Futbol (Novelda)

##### Illes Balears
- Mallorca
  - Reial Club Deportiu Mallorca (Palma)
  - Reial Club Deportiu Mallorca B (Palma)
  - Cercle Solleric (Sóller)
  - Club Esportiu Atlètic Balears (Palma)
  - Club Deportiu Ferriolenc (Son Ferriol, Palma)
  - Club Esportiu Soledat-Paguera (Palma)
  - Unió Esportiva Alcúdia (Alcúdia)
  - Club Esportiu Artà (Artà)
  - Club Esportiu Binissalem (Binissalem)
  - Club Esportiu Cala d'Or (Cala d'Or, Santanyí)
  - Club Esportiu Constància (Inca)
  - Club Esportiu Felanitx (Felanitx)
  - Club Esportiu Manacor (Manacor)
  - Club Esportiu Montuïri (Montuïri)
  - Club Esportiu Margalidà (Santa Margalida)
  - Unió Esportiva Pla de na Tesa (Marratxí)
  - Club de Futbol Platges de Calvià (Magaluf, Calvià)
  - Unió Esportiva Poblera (Sa Pobla)
  - Club Esportiu Santanyí (Santanyí)
  - Club Esportiu Serverí (Son Servera)
  - Club de Futbol Sóller (Sóller)
  - Club de Futbol Vilafranca (Vilafranca de Bonany)
- Menorca
  - Club de Futbol Sporting Maonès (Maó) (†)
  - Club Esportiu Menorca (Maó)
  - Unió Esportiva Maó (Maó)
  - Club Esportiu Alaior (Alaior)
  - Atlètic Ciutadella Club Futbol (Ciutadella)
  - Penya Ciutadella Esportiva (Ciutadella)
  - Atlético Villacarlos (Es Castell)
  - Club Esportiu Mercadal (Es Mercadal)
- Eivissa
  - Unió Esportiva Eivissa (Eivissa)
  - Societat Esportiva Portmany (Sant Antoni de Portmany)
  - SCR Penya Esportiva Santa Eulària (Santa Eulària des Riu)
- Formentera
  - Sociedad Deportiva Formentera (Formentera)

##### Andalusia
- Algeciras Club de Fútbol (Algesires)
- Unión Deportiva Almería (Almeria)
- Agrupación Deportiva Almería (Almeria) (†)
- Club Polideportivo Almería (Almeria)
- Cadis CF (Cadis)
- Córdoba Club de Fútbol (Còrdova)
- Écija Balompié (Écija)
- Club Polideportivo Ejido (El Ejido) (†)
- Granada Club de Fútbol (Granada)
- Granada 74 Club de Fútbol (Granada) (†)
- Club Polideportivo Granada 74 (Granada)
- Real Club Recreativo de Huelva (Huelva)
- Real Jaén Club de Fútbol (Jaén)
- Xerez Club Deportivo (Jerez de la Frontera)
- Club Deportivo San Roque de Lepe (Lepe)
- Club Deportivo Linares (Linares)
- Real Balompédica Linense (La Línea de la Concepción)
- Lucena Club de Fútbol (Lucena)
- Málaga Club de Fútbol (Màlaga)
- Centro de Deportes El Palo (Màlaga)
- Unión Deportiva Marbella (Marbella)
- Club Deportivo Roquetas (Roquetas de Mar)
- Real Betis Balompié (Sevilla)
- Sevilla Fútbol Club (Sevilla)

##### Aragó
- Reial Saragossa (Saragossa)
- Sociedad Deportiva Huesca (Osca)
- Unión Deportiva Barbastro (Barbastre)
- Club Deportivo Binéfar (Binèfar)
- Unió Esportiva Fraga (Fraga)
- Club Deportivo Teruel (Terol)
- Andorra Club de Fútbol (Andorra)

##### Astúries
- Real Sporting de Gijón (Gijón)
- Real Sporting de Gijón B (Gijón)
- Reial Oviedo (Oviedo)
- Caudal Deportivo de Mieres (Mieres)
- Club Deportivo Lealtad (Villaviciosa)
- Club Marino de Luanco (Luanco)
- Real Avilés Industrial Club de Fútbol (Avilés)
- Unión Popular de Langreo (Llangréu)
- Club Deportivo Tuilla (Tiuya, Llangréu)

##### Canàries
- Club Deportivo Tenerife (Santa Cruz de Tenerife)
- Unión Deportiva Las Palmas (Las Palmas)
- Universidad de Las Palmas de Gran Canaria Club de Fútbol (Las Palmas) (†)
- Club Deportivo Gran Canaria (Las Palmas) (†)
- Unión Deportiva Vecindario (Santa Lucía de Tirajana)
- Club Deportivo Mensajero-La Palma (Santa Cruz de la Palma)
- Club Deportivo Orientación Marítima (Arrecife)
- Unión Deportiva Lanzarote (Arrecife)
- Unión Deportiva Fuerteventura (Puerto del Rosario) (†)
- Unión Deportiva Pájara Playas de Jandía (Pájara) (†)

##### Cantàbria
- Real Racing Club (Santander)
- Gimnástica de Torrelavega (Torrelavega)
- Unión Montañesa Escobedo (Escobedo de Camargo)
- Sociedad Deportiva Laredo (Laredo)
- Club Deportivo Tropezón (Tanos, Torrelavega)

##### Castella - la Manxa
- Albacete Balompié (Albacete)
- Club Deportivo Guadalajara (Guadalajara)
- Club Deportivo Toledo (Toledo)
- Unión Balompédica Conquense (Conca)
- Unión Deportiva Puertollano (Puertollano)
- Talavera Club de Fútbol (Talavera de la Reina)
- La Roda Club de Fútbol (La Roda)

##### Castella i Lleó
- Reial Valladolid (Valladolid)
- Club Deportivo Numancia (Sòria)
- Unión Deportiva Salamanca (Salamanca)
- Burgos Club de Fútbol (Burgos)
- Cultural y Deportiva Leonesa (Lleó)
- Club de Fútbol Palencia (Palència)
- Sociedad Deportiva Ponferradina (Ponferrada)
- Zamora Club de Fútbol (Zamora)
- Club Deportivo Guijuelo (Guijuelo)
- Gimnástica Segoviana Club de Fútbol (Segòvia)
- Club Deportivo Mirandés (Miranda de Ebro)
- Arandina Club de Fútbol (Aranda de Duero)
- Atlético Astorga Club de Fútbol (Astorga)

##### Extremadura
- Mérida Unión Deportiva (Mèrida)
- Club Polideportivo Mérida (Mèrida) (†)
- Club de Fútbol Extremadura (Almendralejo)
- Club Deportivo Badajoz (Badajoz)
- Agrupación Deportiva Cerro de Reyes (Badajoz)
- Club Polideportivo Cacereño (Càceres)
- Club Deportivo Díter Zafra (Zafra)
- Club de Fútbol Villanovense (Villanueva de la Serena)
- Sporting Villanueva Promesas (Villanueva del Fresno)
- Arroyo Club Polideportivo (Arroyo de la Luz)

##### Galícia
- Real Club Deportivo de La Coruña (La Corunya)
- Montañeros CF (La Corunya)
- Real Club Celta de Vigo (Vigo)
- Coruxo Fútbol Club (Coruxo, Vigo)
- Club Deportivo Ourense (Ourense)
- Pontevedra Club de Fútbol (Pontevedra)
- Racing Club de Ferrol (Ferrol)
- Sociedad Deportiva Compostela (Santiago de Compostel·la)
- Sociedad Deportiva Ciudad de Santiago (Santiago de Compostel·la) (†)
- Club Deportivo Lugo (Lugo)
- Sociedad Deportiva Negreira (Negreira)
- Unión Deportiva Somozas (As Somozas)

##### Madrid
- Reial Madrid Club de Futbol (Madrid)
- Club Atlético de Madrid (Madrid)
- Rayo Vallecano de Madrid (Madrid)
- Reial Madrid Castella (Madrid)
- Reial Madrid C (Madrid)
- Club Atlético de Madrid B (Madrid)
- Real Club Deportivo Carabanchel (Madrid)
- Racing Club de Madrid (Madrid) (†)
- Real Sociedad Gimnástica Española (Madrid) (†)
- Agrupación Deportiva Alcorcón (Alcorcón)
- Real Sociedad Deportiva Alcalá (Alcalá de Henares)
- Agrupación Deportiva Arganda (Arganda del Rey)
- Getafe Club de Fútbol (Getafe)
- Club Deportivo Leganés (Leganés)
- Unión Deportiva San Sebastián de los Reyes (San Sebastián de los Reyes)

##### Múrcia
- Real Murcia Club de Fútbol (Múrcia)
- Club de Fútbol Ciudad de Murcia (Múrcia) (†)
- Club de Fútbol Atlético Ciudad (Múrcia) (†)
- Águilas Club de Fútbol (Águilas) (†)
- Caravaca Club de Fútbol (Caravaca de la Cruz) (†)
- Fútbol Club Cartagena (Cartagena)
- Club de Fútbol La Unión (La Unión) (†)
- La Hoya Lorca Club de Fútbol (Llorca)
- Lorca Deportiva Club de Fútbol (Llorca) (†)
- Lorca Club de Fútbol (Llorca) (†)
- Lorca Atlético Club de Fútbol (Llorca)
- Yeclano CF (Iecla) (†)

##### Navarra
- Club Atlético Osasuna (Pamplona)
- Peña Sport Fútbol Club (Tafalla)
- CD Izarra (Lizarra)
- Club Deportivo Tudelano (Tudela)

##### País Basc
- Athletic Club de Bilbao (Bilbao)
- Sociedad Deportiva Indautxu (Bilbao)
- Reial Societat (Sant Sebastià)
- Deportivo Alavés (Vitòria)
- Sociedad Deportiva Eibar (Eibar)
- Real Unión de Irún (Irun)
- Arenas Club de Getxo (Getxo)
- Barakaldo Club de Fútbol (Barakaldo)
- Sestao River Club (Sestao)
- Sestao Sport Club (Sestao) (†)
- Sociedad Deportiva Lemona (Lemoa)
- Sociedad Deportiva Amorebieta (Amorebieta)

##### La Rioja
- Club Deportivo Logroñés (Logronyo) (†)
- Logroñés Club de Fútbol (Logronyo) (†)
- Unión Deportiva Logroñés (Logronyo)
- Club Deportivo Arnedo (Arnedo)
- Club Deportivo Calahorra (Calahorra)
- Náxara Club Deportivo (Nájera)

##### Ceuta i Melilla
- Asociación Deportiva Ceuta (Ceuta)
- Unión Deportiva Melilla (Melilla)

#### Alemanya
- Hertha BSC (Berlín)
- SV Werder Bremen (Bremen)
- 1. FC Köln (Colònia)
- Borussia Dortmund (Dortmund)
- MSV Duisburg (Duisburg)
- Eintracht Frankfurt (Frankfurt del Main)
- SC Freiburg (Friburg)
- FC Schalke 04 (Gelsenkirchen)
- FC St.Pauli (Hamburg)
- Hamburger SV (Hamburg)
- Hannover SV 1896 (Hannover)
- Fortuna Düsseldorf (Düsseldorf)
- 1. FC Kaiserslautern (Kaiserslautern)
- Karlsruher SC (Karlsruhe)
- Bayer Leverkusen (Leverkusen)
- 1. FSV Mainz 05 (Magúncia)
- SV Waldhof Mannheim 07 (Mannheim)
- Borussia VfL 1900 Mönchengladbach (Mönchengladbach)
- Bayern München (Múnic)
- TSV München von 1860 (Múnic)
- 1. FC Nürnberg (Nuremberg)
- FC Hansa Rostock (Rostock)
- VfB Stuttgart 1893 (Stuttgart)
- VfL Wolfsburg (Wolfsburg)

#### Andorra
- Futbol Club Andorra (Andorra la Vella)¹
- Club Esportiu Principat (Andorra la Vella)
- Futbol Club Santa Coloma (Santa Coloma)
- Unió Esportiva Sant Julià (Sant Julià de Lòria)
- Futbol Club Encamp (Encamp)
- Inter Club d'Escaldes (Escaldes-Engordany)
- Sporting Club d'Escaldes (Escaldes-Engordany)
- Futbol Club Lusitans (Andorra la Vella)
- Futbol Club Ranger's (Andorra la Vella)
- Unió Esportiva Extremenya (La Massana)
- FC Casa do Benfica (La Massana)
- Deportiu La Massana (La Massana)
- Unió Esportiva Engordany (Escaldes-Engordany)
- Atlètic Club d'Escaldes (Escaldes-Engordany)
- Constel·lació Esportiva (Andorra la Vella)

1: Participa en les competicions catalanes.

#### Anglaterra
- Arsenal Football Club (Londres)
- Aston Villa Football Club (Birmingham)
- Barnsley Football Club (Barnsley)
- Birmingham City Football Club (Birmingham)
- Blackburn Rovers Football Club (Blackburn)
- Bolton Wanderers Football Club (Bolton)
- Bristol City Football Club (Bristol)
- Burnley Football Club (Burnley)
- Charlton Athletic Football Club (Londres)
- Chelsea Football Club (Londres)
- Coventry City Football Club (Coventry)
- Crystal Palace Football Club (Londres)
- Derby County Football Club (Derby)
- Doncaster Rovers Football Club (Doncaster)
- Everton Football Club (Liverpool)
- Fulham Football Club (Londres)
- Hull City Football Club (Kingston upon Hull)
- Ipswich Town Football Club (Ipswich)
- Leeds United Football Club (Leeds)
- Leicester City Football Club (Leicester)
- Liverpool Football Club (Liverpool)
- Manchester City Football Club (Manchester)
- Manchester United Football Club (Manchester)
- Middlesbrough Football Club (Middlesbrough)
- Millwall Football Club (Londres)
- Newcastle United Football Club (Newcastle)
- Norwich City Football Club (Norwich)
- Nottingham Forest Football Club (Nottingham)
- Portsmouth FC (Portsmouth)
- Preston North End Football Club (Preston)
- Queens Park Rangers Football Club (Londres)
- Reading Football Club (Reading)
- Scunthorpe United Football Club (Scunthorpe)
- Sheffield United Football Club (Sheffield)
- Sheffield Wednesday Football Club (Sheffield)
- Southampton Football Club (Southampton)
- Stoke City Football Club (Stoke-on-Trent)
- Sunderland Association Football Club (Sunderland)
- Tottenham Hotspur FC (Londres)
- Watford Football Club (Watford)
- West Bromwich Albion Football Club (West Bromwich)
- West Ham United Football Club (Londres)
- Wigan Athletic Football Club (Wigan)
- Wolverhampton Wanderers Football Club (Wolverhampton)

#### Armènia
- FC Ararat Erevan (Erevan)

#### Àustria
- Sport Klub Rapid Wien (Viena)
- Fussball Klub Austria Wien (Viena)
- First Vienna Football Club 1894 (Viena)
- Wiener Sport-Club (Viena)
- Fußballclub Wacker Innsbruck (Innsbruck)
- Fußballclub Wacker Innsbruck (1915) (Innsbruck) (†)
- VfB Admira Wacker Mödling (Mödling)
- Football Club Red Bull Salzburg (Salzburg)
- SV Austria Salzburg (Salzburg)
- Sportklub Sturm Graz (Graz)
- Grazer Athletik-Klub (Graz)
- LASK Linz (Linz)
- SportVereinigung Ried (Ried im Innkreis)
- FC Kärnten (Klagenfurt)

#### Bèlgica
- Royal Antwerp FC (Anvers)
- K.F.C. Germinal Beerschot (Anvers)
- K. SportKring Beveren (Beveren)
- Club Brugge KV (Bruges)
- Cercle Brugge KSV (Bruges)
- Royal Sporting Club Anderlecht (Anderlecht, Regió de Brussel·les-Capital)
- FC Molenbeek Brussels Strombeek (Molenbeek-Saint-Jean, Brussel·les)
- Royale Union Saint-Gilloise (Vorst, Regió de Brussel·les-Capital)
- Royal Charleroi Sporting Club (Charleroi)
- K. Atletiek Associatie Gent (Gant)
- K. Racing Club Genk (Genk)
- K. Voetbalclub Kortrijk (Kortrijk)
- Royal Standard de Liège (Lieja)
- Royal Football Club de Liège (Lieja)
- K. Lierse SportKring (Lier)
- K.S.C. Lokeren Oost-Vlaanderen (Lokeren)
- YR KV Mechelen (Malines)
- Royal Excelsior Mouscron (Mouscron)
- KSV Roeselare (Roeselare)
- K. Sint-Truidense V.V. (Sint-Truiden)
- S.V. Zultse-Waregem (Waregem)
- K. Voetbal Club Westerlo (Westerlo)

#### Belarús
- FK Dinamo Minsk (Minsk)

#### Bòsnia i Hercegovina
- FK Sarajevo (Sarajevo)
- FK Željezničar (Sarajevo)
- NK Čelik Zenica (Zenica)
- FK Velež Mostar (Mostar)
- FK Sloboda Tuzla (Tuzla)
- FK Borac Banja Luka (Banja Luka)
- NK Jedinstvo Bihać (Bihać)
- FK Leotar Trebinje (Trebinje)
- FK Bosna Visoko (Visoko)
- NK Široki Brijeg (Široki Brijeg)
- HŠK Zrinjski Mostar (Mostar)
- HNK Orašje (Orašje)
- NK Posušje (Posušje)
- FK Radnik Bijeljina (Bijeljina)
- FK Slavija Lukavica (Lukavica)
- NK Brotnjo (Čitluk)
- FK Kozara Gradiška (Gradiška)
- FK Rudar Ugljevik (Ugljevik)

#### Bulgària
- PFC CSKA Sofia (Sofia)
- PFC Levski Sofia (Sofia)
- PFC Litex Lovech (Lòvetx)

#### Croàcia
- NK Dinamo de Zagreb (Zagreb)
- NK Zagreb (Zagreb)
- NK Hrvatski Dragovoljac (Zagreb)
- HNK Rijeka (Rijeka)
- NK Orijent Rijeka (Rijeka)
- NK Zadar (Zadar)
- NK Varteks Varaždin (Varaždin)
- HNK Hajduk Split (Split)
- NK Osijek (Osijek)
- HNK Šibenik (Šibenik)
- NK Inter Zaprešić (Zaprešić)
- HNK Cibalia Vinkovci (Vinkovci)
- NK Istra 1961 (Pula)
- NK Istra (Pula)
- NK Segesta Sisak (Sisak)
- NK Slaven Belupo (Koprivnica)

#### Dinamarca
- Aalborg Boldspilklub (Aalborg)
- Aarhus Gymnastikforening (Aarhus)
- Boldklubben 1913 (Oostende)
- Brøndby IF (Brøndby)
- Esbjerg fB (Esbjerg)
- FC København (Copenhaguen)
- HB Koge (Koge)
- Nykøbing Football Club (Nykobing Falster)
- FC Midtjylland (Jylland)

#### Escòcia
- Celtic Football Club (Glasgow)
- Rangers Football Club (Glasgow)
- Aberdeen Football Club (Aberdeen)
- Dundee United Football Club (Dundee)
- Hibernian Football Club (Edimburg)
- Heart of Midlothian Football Club (Edimburg)

#### Eslovàquia
- ŠK Slovan Bratislava (Bratislava)
- FK Inter Bratislava (Bratislava)
- FK Artmedia Petržalka (Bratislava)
- MFK Košice (Košice)
- Lokomotiva Košice (Košice)
- FC Nitra (Nitra)
- MŠK Žilina (Žilina)
- FC Spartak Trnava (Trnava)
- 1. FC Tatran Prešov (Prešov)
- FK AS Trenčín (Trenčín)
- FK Dukla Banská Bystrica (Banská Bystrica)
- MFK Ružomberok (Ružomberok)
- FK Matador Púchov (Púchov)
- DAC 1904 Dunajská Streda (Dunajská Streda)

#### Eslovènia
- NK Olimpija Ljubljana (Ljubljana) (†)
- NK Maribor (Maribor)
- ND Gorica (Nova Gorica)
- NK Domžale (Domžale)
- NK Publikum Celje (Celje)
- NK Mura (Murska Sobota)
- NK Primorje (Ajdovščina)
- FC Koper (Koper)
- NK Bežigrad (Ljubljana)

#### França
- Athletic Club Ajaccien (Ajaccio)
- Association de la Jeunesse Auxerroise (Auxerre)
- Sporting Club de Bastia (Bastia)
- Football Club des Girondins de Bordeaux (Bordeus)
- Stade Malherbe Caen-Calvados Basse-Normandie (Caen)
- Association Sportive de Cannes (Cannes)
- Racing Club de Strasbourg (Estrasburg)
- Le Havre Athletic Club Football Association (Le Havre)
- Racing Club de Lens (Lens)
- Lille Olympique Sporting Club Métropole (Lilla)
- Olympique de Lió (Lió)
- Football Club Lorient Bretagne Sud (An Oriant)
- Olympique de Marsella (Marsella)
- Football Club de Metz (Metz)
- Montpellier Hérault Sport Club (Montpeller)
- Association Sportive Nancy-Lorraine (Nancy)
- Football Club de Nantes Atlantique (Nantes)
- Olympique Gymnaste Club de Nice Côte-d'Azur (Niça)
- Nîmes Olympique (Nimes)
- Paris Saint Germain Football Club (París)
- Racing Club de France (París)
- Stade de Reims-Champagne (Reims)
- Stade Rennais Football Club (Rennes)
- Club Sportif Sedan Ardennes (Sedan)
- Association Sportive de Saint-Etienne Loire (Saint-Etienne)
- Football Club de Sète 34 (Seta)
- Football Club Sochaux-Montbéliard (Sochaux)
- Toulouse Football Club (Tolosa de Llenguadoc)

Catalunya Nord
- Perpinyà Canet Football Club (Perpinyà)

#### Gal·les
- Barry Town Football Club (Barry)
- Cardiff City Football Club (Cardiff)²
- Cefn Druids Association Football Club (Cefn Mawr)
- Swansea City Association Football Club (Swansea)²
- The New Saints Football Club (Llansantffraid-ym-Mechain/Oswestry)
- Wrexham Association Football Club (Wrexham)²

2: Participa en les competicions angleses.

#### Geòrgia
- FC Dinamo Tbilisi (Tbilissi)

#### Grècia
- Panathinaikos FC (Atenes)
- AEK Atenes FC (Atenes)
- Panionios NFC (Atenes)
- GS Apollon (Atenes)
- AO Aigaleo (Atenes)
- APS Atromitos (Atenes)
- Athinaikos FC (Atenes)
- Olympiakos SFP (El Pireu)
- Ethnikos OFP (El Pireu)
- PO Ionikos Níkaia (El Pireu)
- SF Katerinīs Pierikos (El Pireu)
- AO Proodeftiki Neolaia Nikaia (El Pireu)
- PAOK Thessaloniki (Salònica)
- Aris Salònica FC (Salònica)
- Iraklis Salònica FC (Salònica)
- MGS Apollon Kalamarias (Salònica)
- OFI Creta (Iràklio)
- GS Ergotelis (Iràklio)
- AO Olympiakos-Ethnikos Vólos (Volos)
- GS Niki Vólos (Volos)
- A.E. Larissa 1964 (Làrissa)
- AO Skoda Xanthi (Xanthi)
- PAS Giannina (Ioannina)
- AS Doxa Drámas (Drama)
- PAS Panahaïki 2005 (Patras)
- AO Kavala (Kavala)
- AS Véroia (Véria)
- Panetolikos GFS (Agrínion)
- AGS Kastoría (Kastoria)
- PO Kalámata (Calamata)
- APO Levadiakos (Levàdia)
- AGS Asteras Tripolīs (Trípoli)
- AO Panileiakos (Pirgos)
- MGS Panserraïkos (Serres)

#### Hongria
- Ferencvárosi TC (Budapest)
- Budapest Honvéd FC (Budapest)
- MTK Hungária FC (Budapest)
- Újpest FC (Budapest)
- Vasas SC (Budapest)
- Debreceni VSC (Debrecen)
- Dunaferr FC (Dunaújváros)
- Győr ETO FC (Győr)
- Kaposvári Rákóczi FC (Kaposvár)
- Diósgyőri VTK BFC (Miskolc)
- Pécsi Mecsek FC (Pécs)
- MFC Sopron (Sopron)
- Videoton FC Fehérvár (Székesfehérvár)
- Tatabánya FC (Tatabánya)
- Vác FC (Vác)
- Zalaegerszegi TE (Zalaegerszeg)

#### Irlanda
- Athlone Town A.F.C. (Athlone)
- Bohemian FC (Dublín)
- Bray Wanderers A.F.C. (Bray)
- Cork City FC (Cork)
- Derry City FC (Derry)
- Dundalk FC (Dundalk)
- Finn Harps FC (Ballybofey)
- Galway United FC (Galway)
- Drogheda United FC (Drogheda)
- Shamrock Rovers FC (Dublín)
- Shelbourne FC (Dublín)
- Sligo Rovers FC (Sligo)
- St. Patrick's Athletic FC (Dublín)
- Waterford United FC (Waterford)

#### Irlanda del Nord
- Armagh City FC (Armagh)
- Ballymena United FC (Ballymena)
- Cliftonville FC (Belfast)
- Coleraine FC (Coleraine)
- Crusaders FC (Belfast)
- Donegal Celtic (Belfast)
- Dungannon Swifts FC (Dungannon)
- Glenavon FC (Lurgan)
- Glentoran FC (Belfast)
- Institute FC (Derry)
- Larne FC (Larne)
- Limavady United FC (Limavady)
- Linfield FC (Belfast)
- Lisburn Distillery FC (Lisburn)
- Newry City FC (Newry)
- Portadown FC (Portadown)
- Ards FC (Newtonards)
- Bangor FC (Bangor)

#### Islàndia
- FH Hafnarfjörður (Hafnarfjörður)
- Fram Reykjavík (Reykjavík)
- KA Akureyri (Akureyri)
- KR Reykjavík (Reykjavík)
- Keflavik ÍF (Keflavik)
- Valur Reykjavík (Reykjavík)
- Víkingur Reykjavík (Reykjavík)
- # ÍA Akranes (Akranes)
- ÍBV Vestmannæyjar (Vestmannæyjar)

#### Israel
- Amutat Hapoel Be'er Sheva FC (Beerxeba)
- Beitar Jerusalem FC (Jerusalem)
- Bnei Yehuda Tel Aviv FC (Tel-Aviv)
- Hakoah Maccabi Amidar Ramat Gan FC (Ramat Gan)
- Hapoel Haifa FC (Haifa)
- Hapoel Kfar Saba FC (Kfar Saba)
- Hapoel Petah Tikva FC (Pétah Tiqvà)
- Hapoel Ramat Gan FC (Ramat Gan)
- Hapoel Tel Aviv FC (Tel-Aviv)
- Ihoud Bnei Sakhnin FC (Sakhnin)
- Maccabi Haifa FC (Haifa)
- Maccabi Netanya FC (Netanya)
- Maccabi Petah Tikva FC (Pétah Tiqvà)
- Maccabi Tel Aviv FC (Tel-Aviv)
- Maccabi Yavne FC (Yavne)
- Moadon Sport Ashdod (Asdod)

#### Itàlia
- AC Siena (Siena)
- Ascoli Calcio (Ascoli Piceno)
- ACF Fiorentina (Florència)
- AS Livorno Calcio (Livorno)
- AS Roma (Roma)
- Associazione Calcio Milan (Milà)
- Associazione Calcio Mantova (Màntua)
- Associazione Calcio ChievoVerona (Verona)
- Associazione Sportiva Bari (Bari)
- Atalanta Bergamasca Calcio (Bèrgam)
- Bologna Football Club 1909 (Bolonya)
- Brescia Calcio (Brescia)
- Cagliari Calcio (Càller)
- Calcio Catania (Catània)
- Empoli FC (Empoli)
- FC Messina (Messina)
- Genoa CFC (Gènova)
- Hellas Verona Football Club (Verona)
- Internazionale Milano Football Club (Milà)
- Juventus Football Club (Torí)
- Modena Football Club (Modena)
- Parma Football Club (Parma)
- Perugia Calcio (Perusa)
- Piacenza Calcio (Piacenza)
- Reggina Calcio (Reggio di Calabria)
- Società Sportiva Lazio (Roma)
- SSC Napoli (Nàpols)
- Torino Football Club (Torí)
- Udinese Calcio (Udine)
- Unione Calcio Sampdoria (Gènova)
- Unione Sportiva Città di Palermo (Palerm)
- Unione Sportiva Lecce (Lecce)
- Vicenza Calcio (Vicenza)

#### Kazakhstan
- FK Aktobe (Aktobé)
- FK Almaty (Almati)
- FK Astana (Astanà)
- FK Kairat Almaty (Almati)
- FK Tobol Kostanay (Kostanai)
- FK Astana-1964 (Astanà)

#### Letònia
- FK Daugava Daugavpils (Daugavpils)
- Dinaburg FC Daugavpils (Daugavpils)
- FK Liepājas Metalurgs (Liepāja)
- FK Rīga (Riga)
- Skonto FC (Riga)
- FK Ventspils (Ventspils)

#### Liechtenstein
- FC Balzers (Balzers)3
- USV Eschen/Mauren (Eschen/Mauren)3
- FC Ruggell (Ruggell)3
- FC Schaan (Schaan)3
- FC Triesenberg (Triesenberg)3
- FC Triesen (Triesen)3
- FC Vaduz (Vaduz)3

3: Participa en les competicions suïsses.

#### Lituània
- FK Atlantas Klaipėda (Klaipėda)
- FK Ekranas Panevėžys (Panevėžys)
- FBK Kaunas (Kaunas)
- FK Vėtra (Vílnius)
- FK Žalgiris Vilnius (Vílnius)

#### Luxemburg
- Football Club Progrès Niedercorn (Niedercorn)

#### Macedònia del Nord
- FK Vardar Skopje (Skopje)
- FK Sloga Jugomagnat (Skopje)
- FK Rabotnički Kometal (Skopje)
- FK Makedonija Ğorče Petrov (Skopje)
- FK Sileks Kratovo (Kratovo)
- FK Pobeda Prílep (Prílep)
- FK Pelister Bitola (Bitola)
- FK Shkendija 79 (Tètovo)

#### Malta
Vegeu l'article principal Llista de clubs maltesos de futbol

#### Moldàvia
- FC Nistru Otaci (Otaci)
- FC Sheriff Tiraspol (Tiraspol)
- CS Tiligul-Tiras Tiraspol (Tiraspol)
- FC Tiraspol (Tiraspol)
- FC Zimbru Chişinău (Chişinău)

#### Mónaco
- Association Sportive de Monaco Football Club (Mònaco)4

4: Participa en les competicions franceses.

#### Montenegro
- FK Budućnost (Podgorica)
- FK Kom (Podgorica)
- FK Mladost (Podgorica)
- FK Mogren (Budva)
- FK Sutjeska (Nikšić)
- FK Berane (Berane)
- FK Rudar (Pljevlja)
- FK Zeta (Golubovci)
- FK Lovćen (Cetinje)
- FK Mornar (Bar)

#### Noruega
- F.K. Bodø/Glimt (Bodø)
- FC Lyn Oslo (Oslo)
- Fredrikstad F.K. (Fredrikstad)
- I.K. Start (Kristiansand)
- Lillestrøm S.K. (Lillestrøm)
- Moss F.K. (Moss)
- Odd Grenland B.K. (Skien)
- Rosenborg B.K. (Trondheim)
- S.K. Brann (Bergen)
- Tromsø I.L. (Tromsø)
- Viking F.K. (Stavanger)
- Vålerenga I.F. (Oslo)

#### Països Baixos
- AFC Ajax (Amsterdam)
- Feyenoord Rotterdam (Rotterdam)
- PSV Eindhoven (Eindhoven)
- ADO Den Haag (La Haia)
- AZ Alkmaar (Alkmaar)
- SV Roda JC (Kerkrade)
- FC Groningen (Groningen)
- NAC Breda (Breda)
- NEC Nimega (Nimega)
- RKC Waalwijk (Waalwijk)
- SC Heerenveen (Heerenveen)
- Sparta Rotterdam (Rotterdam)
- SBV Excelsior (Rotterdam)
- Heracles Almelo (Almelo)
- FC Twente (Enschede)
- FC Utrecht (Utrecht)
- SBV Vitesse (Arnhem)
- Willem II (Tilburg)
- FC Zwolle (Zwolle)
- FC Den Bosch ('s-Hertogenbosch)
- SC Cambuur Leeuwarden (Ljouwert)
- Fortuna Sittard Combinatie (Sittard)
- Go Ahead Eagles (Deventer)
- FC Dordrecht (Dordrecht)
- MVV Maastricht (Maastricht)
- VVV Venlo (Venlo)
- VBV De Graafschap (Doetinchem)
- HFC Haarlem (Haarlem)

#### Polònia
- PGE GKS Bełchatów (Bełchatów)
- SSA Jagiellonia Białystok (Białystok)
- CWZS Zawisza Bydgoszcz (Bydgoszcz)
- TS Polonia Bytom (Bytom)
- TS Szombierki Bytom (Bytom)
- KS Cracovia Kraków (Cracòvia)
- TS Wisła Kraków (Cracòvia)
- KS Ruch Chorzów (Chorzów)
- KS Lechia Gdańsk (Gdańsk)
- SSA Arka Gdynia (Gdynia)
- SKS Bałtyk Gdynia (Gdynia)
- KS Dyskobolia GW (Grodzisk Wielkopolski)
- GKS Katowice (Katowice)
- Korona Kielce SA (Kielce)
- ŁKS Łódź (Łódź)
- KS Widzew Łódź (Łódź)
- Zagłębie Lubin SSA (Lubin)
- KS FKS Stal Mielec (Mielec)
- OKS Odra Opole (Opole)
- ZKS Wisła Płock (Płock)
- KKS Lech Poznań (Poznań)
- KS Warta Poznań (Poznań)
- Zagłębie Sosnowiec SA (Sosnowiec)
- ZKS Stal Stalowa Wola (Stalowa Wola)
- MKS Pogoń Szczecin (Szczecin)
- Legia Varsòvia (Varsòvia)
- KSP Polonia Warszawa (Varsòvia)
- MKS Odra Wodzisław Śląski (Wodzisław Śląski)
- WKS Śląsk Wrocław (Wrocław)
- KS Górnik Zabrze (Zabrze)

#### Portugal
- Clube de Futebol Estrela da Amadora (Amadora)
- Sport Clube Beira-Mar (Aveiro)
- Gil Vicente Futebol Clube (Barcelos)
- Sporting Clube de Braga (Braga)
- Grupo Desportivo de Chaves (Chaves)
- Associação Académica de Coimbra (Coïmbra)
- Sporting Clube Farense (Faro)
- Club Sport Marítimo (Funchal)
- Clube Desportivo Nacional (Funchal)
- Vitória Sport Clube (Guimarães)
- União Desportiva de Leiria (Leiria)
- Clube de Futebol Os Belenenses (Lisboa)
- Sport Lisboa e Benfica (Lisboa)
- Sporting Clube de Portugal (Lisboa)
- Boavista Futebol Clube (Porto)
- Futebol Clube do Porto (Porto)
- Varzim Sport Clube (Póvoa de Varzim)
- Vitória Futebol Clube (Setúbal)

#### República Txeca
- AC Sparta Praha (Praga)
- SK Slavia Praha (Praga)
- FK Viktoria Žižkov (Praga)
- FC Bohemians Praha (Praga)
- FK Marila Příbram (Příbram)
- 1. FC Brno (Brno)
- FC Viktoria Plzeň (Plzeň)
- FC Slovan Liberec (Liberec)
- FC Baník Ostrava (Ostrava)
- FC Vitkovice (Ostrava)
- SK Sigma Olomouc (Olomouc)
- SK Dynamo České Budějovice (České Budějovice)
- FK Teplice (Teplice)
- FC Fastav Zlín (Zlín)
- S.K. Hradec Kralové (Hradec Kralové)
- FK Jablonec 97 (Jablonec nad Nisou)

#### Romania
- FC Argeş Piteşti (Piteşti)
- Fotbal Club Braşov (Brașov)
- FC CFR 1907 Cluj (Cluj-Napoca)
- FC Dinamo Bucureşti (Bucarest)
- FC Farul Constanţa (Constanţa)
- FC Petrolul Ploieşti (Ploieşti)
- FC Rapid Bucureşti (Bucarest)
- FC Ripensia Timişoara (Timişoara)
- FC Sportul Studenţesc Bucureşti (Bucarest)
- FC Steaua Bucureşti (Bucarest)
- Fotbal Club Timişoara (Timişoara)
- FCM Uzina Textila Arad (Arad)
- FC Universitatea Craiova (Craiova)
- ASC Venus Bucureşti (Bucarest)

#### Rússia
- PFC CSKA Moscou (Moscou)
- FC Spartak Moscou (Moscou)
- FC Dynamo Moscou (Moscou)
- FC Lokomotiv Moscou (Moscou)
- FC Torpedo Moscou (Moscou)
- PFK Krylya Sovetov Samara (Samara)
- FC Kuban Krasnodar (Krasnodar)
- FK SKA Rostov del Don (Rostov del Don)
- Spartak Vladikavkaz (Vladikavkaz)
- FK Terek Grozni (Grozni)
- FC Zenit Sant Petersburg (FC Zenit Sant Petersburg)

#### San Marino
- Associazione Calcio Libertas (Borgo Maggiore)
- Società Sportiva San Giovanni (Borgo Maggiore)
- Società Polisportiva Tre Fiori (Fiorentino)
- Società Polisportiva Tre Penne (Serravalle)
- San Marino Calcio (Serravalle)
- Società Calcio Faetano (Faetano)
- Società Sportiva Virtus (Acquaviva)
- Società Sportiva Murata (Ciutat de San Marino)
- Football Club Domagnano (Domagnano)
- Società Polisportiva La Fiorita (Montegiardino)
- Società Sportiva Pennarossa (Chiesanuova)
- Società Sportiva Folgore/Falciano (Serravalle)
- Società Polisportiva Cailungo (Borgo Maggiore)
- Football Club Fiorentino (Fiorentino)
- Società Sportiva Cosmos (Serravalle)
- Associazione Calcio Juvenes/Dogana (Serravalle)

#### Sèrbia
- Estrella Roja (Belgrad)
- FK Partizan (Belgrad)
- OFK Beograd (Belgrad)
- FK Zemun (Belgrad)
- FK Obilić (Belgrad)
- FK Rad (Belgrad)
- FK Železnik Belgrad (Belgrad)
- FK Radnički Niš (Niš)
- FK Vojvodina (Novi Sad)
- FK Spartak Subotica (Subotica)
- FK Mladost Apatin (Apatin)
- FK Hajduk Rodić M&B Kula (Kula)
- FK Banat Zrenjanin (Zrenjanin)
- FK Borac Čačak (Čačak)
- FK Smederevo (Smederevo)
- FK Napredak Kruševac (Kruševac)

#### Suècia
- AIK Solna (Solna)
- Djurgårdens IF (Estocolm)
- IF Elfsborg (Borås)
- GAIS Göteborg (Göteborg)
- Halmstads BK (Halmstad)
- Hammarby IF (Estocolm)
- Helsingborgs IF (Helsingborg)
- IFK Göteborg (Göteborg)
- Malmö FF (Malmö)
- IFK Norrköping (Norrköping)
- Örebro SK (Örebro)
- Örgryte IS (Göteborg)
- Östers IF (Växjö)

#### Suïssa
- Grasshopper-Club Zürich (Zúric)
- FC Zürich (Zúric)
- BSC Young Boys (Berna)
- FC Luzern (Lucerna)
- FC Basel (Basilea)
- FC Aarau (Aarau)
- FC Schaffhausen (Schaffhausen)
- FC Sankt Gallen (Sankt Gallen)
- FC Thun (Thun)
- FC Wil 1900 (Wil)
- FC Winterthur (Winterthur)
- Servette FC (Ginebra)
- FC Lausanne-Sport (Lausana)
- Neuchâtel Xamax FC (Neuchâtel)
- Yverdon-Sport FC (Yverdon)
- FC La Chaux-de-Fonds (La Chaux-de-Fonds)
- FC Sion (Sion)
- AC Lugano (Lugano)
- AC Bellinzona (Bellinzona)
- FC Locarno (Locarno)

#### Turquia
- Adana Demirspor Kulübü (Adana)
- Adanaspor A.Ş. (Adana)
- Altay Spor Kulübü (Esmirna)
- Makina Kimya Endüstrisi Ankaragücü (Ankara)
- Ankaraspor Kulübü (Ankara)
- Antalyaspor Kulübü (Antalya)
- Beşiktaş Jimnastik Kulübü (Istanbul)
- Boluspor Kulübü (Bolu)
- Bursaspor Kulübü (Bursa)
- Denizlispor Kulübü (Denizli)
- Diyarbakırspor Kulübü (Diyarbakır)
- Eskişehirspor Kulübü (Eskişehir)
- Fenerbahçe Spor Kulübü (Istanbul)
- Galatasaray Spor Kulübü (Istanbul)
- Gaziantepspor Kulübü (Gaziantep)
- Gençlerbirliği Spor Kulübü (Ankara)
- Giresunspor Kulübü (Giresun)
- Göztepe Genclik ve Spor Kulübü (Esmirna)
- İstanbul Büyükşehir Belediyespor (Istanbul)
- İstanbulspor Anonim Şirketi (Istanbul)
- Karşıyaka Spor Kulübü (Karşıyaka)
- Kasımpaşa Spor Kulübü (Istanbul)
- Kayseri Erciyesspor Kulübü (Istanbul)
- Kayserispor Kulübü (Kayseri)
- Kocaelispor Kulübü (Izmit)
- Konyaspor Kulübü (Konya)
- Malatyaspor Kulübü (Malatya)
- Manisaspor Kulübü (Manisa)
- Mersin İdman Yurdu (Mersin)
- Oyak Renault Spor Kulübü (Bursa)
- Çaykur Rizespor Kulübü (Rize)
- Sakaryaspor Kulübü (Adapazarı)
- Samsunspor Kulübü (Samsun)
- Sarıyer Gençlik Kulübü (Istanbul)
- Sivasspor Kulübü (Sivas)
- Trabzonspor Kulübü (Trebisonda)

#### Ucraïna
- FC Chornomorets Odessa (Odessa)
- FC Dinamo de Kíev (Kíev)
- FC Xakhtar Donetsk (Donetsk)
- FC Dniprò (Dniprò)
- FC Karpaty Lviv (Lviv)
- FC Metalist Khàrkiv (Khàrkiv)

#### Xipre
- APOEL FC Nicòsia (Nicòsia)
- Alki Làrnaca FC (Làrnaca)
- Anorthosis Famagusta FC (Famagusta)
- Apollon Limassol (Limassol)
- Aris Limassol (Limassol)
- Athletiki Enosi Kition Làrnaca (Làrnaca)
- Athlitiki Enosis Lemesou (Nicòsia)
- Çetinkaya Türk Spor Kulübü (Nicòsia)
- Enosis Neon Paralimni (Paralimni)
- Enosis Pezoporikou Amol Làrnaca (Làrnaca)
- Nea Salamina Famagusta (Famagusta)
- Olympiakos Nicòsia (Nicòsia)
- Athletic Club Omonia Nicòsia (Nicòsia)
- Pezoporikós Ómilos Làrnakas (Làrnaca)
- Trast Athletic Club (Nicòsia)

### Amèrica del Sud (CONMEBOL)

#### Argentina
Ciutat de Buenos Aires
- Club Atlético Boca Juniors
- Club Atlético River Plate
- Club Atlético San Lorenzo de Almagro
- Club Atlético Vélez Sarsfield
- Asociación Atlética Argentinos Juniors
- Club Ferro Carril Oeste
- Club Atlético Chacarita Juniors
- Club Atlético Huracán
- Club Atlético Nueva Chicago
- Club Deportivo Español
- Club Atlético Atlanta
- Club Atlético All Boys
- Club Atlético Barracas Central
- Club Atlético Colegiales
- Club Comunicaciones
- Club Atlético Defensores de Belgrano

Província de Buenos Aires
- Arsenal Fútbol Club (Sarandí)
- Club Almirante Brown (Isidro Casanova)
- Club Atlético Lanús (Lanús)
- Club Atlético Banfield (Banfield)
- Club Atlético Chacarita Juniors (Villa Maipú)
- Club Atlético Independiente (Avellaneda)
- Racing Club de Avellaneda (Avellaneda)
- Club Estudiantes de La Plata (La Plata)
- Club de Gimnasia y Esgrima de La Plata (La Plata)
- Club Olimpo (Bahía Blanca)
- Club Atlético Platense (Florida)
- Club Sportivo Italiano (Ezeiza)
- Quilmes Atlético Club (Quilmes)
- Club Atlético Tigre (Victoria)
- Club Deportivo Morón (Morón (Argentina))
- Club Atlético Aldosivi (Mar del Plata)
- Club Social y Deportivo Defensa y Justicia (Florencio Varela)
- Club Social y Deportivo Merlo (Parque San Martín)
- Club Atlético Acassuso (Boulogne Sur Mer)
- Club Almagro (José Ingenieros)
- Club Atlético Brown (Adrogué)
- Club Deportivo Armenio (Ingeniero Maschwitz)
- Club Atlético Estudiantes (Caseros)
- Club Social y Deportivo Flandria (Jáuregui)
- Club Atlético Los Andes (Lomas de Zamora)
- Club Atlético San Telmo (Dock Sud)
- Club Atlético Sarmiento (Junín)
- Club Atlético Temperley (Temperley)
- Club Social y Deportivo Tristán Suárez (Tristán Suárez)
- Club Atlético Villa San Carlos (Berisso)

Província de Chaco
- Club Atlético Chaco For Ever (Resistencia)

Província de Chubut
- Comisión de Actividades Infantiles (Comodoro Rivadavia)

Província de Córdoba
- Club Atlético Talleres (Córdoba)
- Club Atlético Racing de Córdoba (Córdoba)
- Club Atlético Belgrano (Córdoba)
- Instituto Atlético Central Córdoba (Córdoba)

Província de Corrientes
- Club Atlético Huracán (Corrientes)
- Club Atlético Boca Unidos (Corrientes)

Província d'Entre Ríos
- Club Atlético Patronato de la Juventud Católica (Paraná)

Província de Jujuy
- Club Atlético Gimnasia y Esgrima (San Salvador de Jujuy)

Província de Mendoza
- Atlético Club San Martín de Mendoza (San Martín)
- Club Deportivo Godoy Cruz Antonio Tomba (Mendoza)
- Club Deportivo Maipú (Maipú)
- Club Gimnasia y Esgrima de Mendoza (Mendoza)
- Club Sportivo Independiente Rivadavia (Mendoza)

Província de Misiones
- Club Crucero del Norte (Garupá)

Província de Salta
- Club Gimnasia y Tiro (Salta)
- Centro Juventud Antoniana (Salta)
- Club Atlético Central Norte (Salta)

Província de San Juan
- Club Atlético San Martín (San Juan) (San Juan)

Província de Santa Fe
- Club Atlético Central Córdoba (Rosario)
- Club Atlético Colón (Santa Fe)
- Club Atlético Newell's Old Boys (Rosario)
- Club Atlético Rosario Central (Rosario)
- Club Atlético Tiro Federal Argentino (Rosario)
- Club Atlético Unión (Santa Fe)
- Atlético de Rafaela (Rafaela)

Província de Tucumán
- Club Atlético Tucumán (San Miguel de Tucumán)
- Club Atlético San Martín (Tucumán) (San Miguel de Tucumán)

#### Bolívia
- Club The Strongest (La Paz)
- Club Bolívar (La Paz)
- Always Ready Fútbol Club (La Paz)
- Club Deportivo Chaco Petrolero (La Paz)
- Club Deportivo Litoral (La Paz)
- La Paz Fútbol Club (La Paz)
- Club Mariscal Braun (La Paz)
- Club Universitario San Francisco Xavier (Sucre)
- Club Independiente Petrolero (Sucre)
- Club San José (Oruro)
- Club Aurora (Cochabamba)
- Club Jorge Wilstermann (Cochabamba)
- Club Social, Cultural y Deportivo Blooming (Santa Cruz de la Sierra)
- Club Destroyers (Santa Cruz de la Sierra)
- Club Deportivo Oriente Petrolero (Santa Cruz de la Sierra)
- Club Real Santa Cruz (Santa Cruz de la Sierra)
- Club Bamin Real Potosí (Potosí)
- Club Unión Central (Tarija)
- Municipal Real Mamoré (Trinidad)
- Club Guabirá (Montero)

#### Brasil
Estat de Rio de Janeiro
- Botafogo de Futebol e Regatas (Rio de Janeiro)
- Clube de Regatas do Flamengo (Rio de Janeiro)
- Fluminense Football Club (Rio de Janeiro)
- Club de Regatas Vasco da Gama (Rio de Janeiro)
- América Football Club (Rio de Janeiro)
- Bangu Atlético Clube (Rio de Janeiro)
- Americano Futebol Clube (Campos dos Goitacazes)

Estat de São Paulo:
- Sociedade Esportiva Palmeiras (São Paulo)
- Sport Clube Corinthians Paulista (São Paulo)
- São Paulo Futebol Clube (São Paulo)
- Associação Portuguesa de Desportos (São Paulo)
- Santos Futebol Clube (Santos)
- Associação Desportiva São Caetano (São Caetano do Sul)
- Guaraní Futebol Clube (Campinas)
- Associação Atlética Ponte Preta (Campinas)
- Botafogo Futebol Clube (Ribeirao Preto)
- America Futebol Clube (São José do Rio Preto)
- Paulista Futebol Clube (Jundiai)
- Esporte Clube Santo André (Santo André)
- Ituano Futebol Clube (Itu)
- Marília Atlético Clube (Marília)

Minas Gerais
- Clube Atlético Mineiro (Belo Horizonte)
- Cruzeiro Esporte Clube (Belo Horizonte)
- América Futebol Clube (Belo Horizonte)

Rio Grande do Sul
- Grêmio Foot-Ball Porto Alegrense (Porto Alegre)
- Sport Club Internacional (Porto Alegre)
- Esporte Clube Juventude (Caxias do Sul)
- S.E.R. Caxias do Sul (Caxias do Sul)
- Grêmio Esportivo Brasil (Pelotas)

Districte Federal del Brasil
- Sociedade Esportiva do Gama (Brasilia-Gama)
- Brasiliense Futebol Clube (Brasilia-Taguatinga)

Mato Grosso do Sul
- Esporte Clube Comercial (Campo Grande)
- Operário Futebol Clube (MS) (Campo Grande)

Mato Grosso
- Mixto Esporte Clube (Cuiabá)
- Operário Futebol Clube (MT) (Varzea Grande)

Estat de Goiás
- Goiás Esporte Clube (Goiânia)
- Vila Nova Futebol Clube (Goiânia)
- Atlético Clube Goianiense (Goiânia)
- Goiânia Esporte Clube (Goiânia)
- Goiatuba Esporte Clube (Goiatuba)
- Clube Recreativo e Atlético Catalano (Catalão)

Santa Catarina
- Figueirense Futebol Clube (Florianópolis)
- Avaí Futebol Clube (Florianópolis)
- Criciúma Esporte Clube (Criciúma)
- Joinville Esporte Clube (Joinville)

Paraná
- Coritiba Foot Ball Club (Curitiba)
- Clube Atlético Paranaense (Curitiba)
- Paraná Clube (Curitiba)

Espírito Santo
- Vitória Futebol Clube (Vitória)
- Rio Branco Atlético Clube (Caricica)

Estat de Bahia
- Esporte Clube Vitória (Salvador)
- Esporte Clube Bahia (Salvador)

Sergipe
- Associação Desportiva Confiança (Aracaju)
- Club Sportivo Sergipe (Aracaju)

Alagoas
- Centro Sportivo Alagoano (Maceió)
- Clube de Regatas Brasil (Maceió)

Pernambuco
- Sport Club do Recife (Recife)
- Santa Cruz Futebol Clube (Recife)
- Clube Náutico Capibaribe (Recife)

Paraíba
- Botafogo Futebol Clube (João Pessoa)
- Campinense Clube (Campina Grande)
- Treze Futebol Clube (Campina Grande)

Rio Grande do Norte
- ABC Futebol Clube (Natal)
- América Futebol Clube (Natal)

Ceará
- Fortaleza Esporte Clube (Fortaleza)
- Ceará Sporting Club (Fortaleza)
- Ferroviário Atlético Clube (Fortaleza)

Piauí
- Esporte Clube Flamengo (Teresina)
- River Atlético Clube (Teresina)

Maranhão
- Sampaio Corrêa Futebol Clube (São Luis)
- Moto Club (São Luis)
- Maranhão Atlético Clube (São Luis)

Amapá
- Esporte Clube Macapá (Macapá)
- Amapá Clube (Macapá)
- Ypiranga Clube (Macapá)

Pará
- Clube do Remo (Belém)
- Paysandu Sport Club (Belém)
- Tuna Luso Brasileira (Belém)

Amazones
- São Raimundo Esporte Clube (Manaus)
- Nacional Fast Clube (Manaus)
- Atlético Rio Negro Clube (Manaus)
- Nacional Futebol Clube (Manaus)

Acre
- Rio Branco Football Club (Rio Branco)

Rondônia
- Ji-Paraná Futebol Clube (Ji-Paraná)

Estat de Tocantins
- Palmas Futebol e Regatas (Palmas)

Roraima
- Atlético Roraima Clube (Boa Vista)

#### Colòmbia
- Corporación Deportiva América (Santiago de Cali)
- Club Deportivo Atlético Huila (Neiva)
- Corporación Deportiva Club Atlético Nacional (Medellín)
- Club Boca Juniors de Cali (Santiago de Cali)
- Boyacá Chicó Fútbol Club (Tunja)
- Club Atlético Bucaramanga Corporación Deportiva (Bucaramanga)
- Corporación Nuevo Cúcuta Deportivo (Cúcuta)
- Asociación Club Deportivo Cali (Santiago de Cali)
- Corporación Deportiva Envigado Fútbol Club (Envigado)
- Corporación Deportiva Independiente Medellín (Medellín)
- Corporación Popular Deportiva Junior (Barranquilla)
- Club Deportivo La Equidad (Bogotà)
- Club Deportivo Los Millonarios (Bogotà)
- Corporación Deportiva Once Caldas (Manizales)
- Asociación Deportivo Pasto (Pasto)
- Corporación Social Deportiva y Cultural de Pereira (Pereira)
- Corporación Deportes Quindío (Armenia)
- Santa Fe Corporación Deportiva (Bogotà)
- Corporación Club Deportes Tolima (Ibagué)
- Corporación Club Deportivo Tuluá (Tuluá)
- Asociación Deportiva Unión Magdalena (Santa Marta)

#### Equador
- Club Deportivo El Nacional (Quito)
- Liga Deportiva Universitaria de Quito (Quito)
- Sociedad Deportivo Quito (Quito)
- Sociedad Deportiva Aucas (Quito)
- Club Deportivo Espoli (Quito)
- Club Deportivo Universidad Católica (Quito)
- Club Deportivo Cuenca (Cuenca)
- Barcelona Sporting Club (Guayaquil)
- Club Sport Emelec (Guayaquil)
- Centro Deportivo Olmedo (Riobamba)
- Liga Deportiva Universitaria de Portoviejo (Portoviejo)
- Club Social y Deportivo Macará (Ambato)
- Club Deportivo Técnico Universitario (Ambato)
- Liga Deportiva Universitaria de Loja (Loja)

#### Paraguai
- Club Olimpia (Asunción)
- Club Libertad (Asunción)
- Club Cerro Porteño (Asunción)
- Club Guaraní (Asunción)
- Club Nacional (Asunción)
- Club Sol de América (Asunción)
- Club Sportivo Luqueño (Luque)
- 12 de Octubre Football Club (Itauguá)

#### Perú
- CSD Carlos A. Mannucci (Trujillo)
- Ciclista Lima Association (Lima)
- Club Alianza Atlético de Sullana (Sullana)
- Club Alianza Lima (Lima)
- Club Atlético Chalaco (Callao)
- Club Atlético Torino de Talara (Talara)
- Club Centro Deportivo Municipal (Lima)
- Club Sporting Cristal (Lima)
- Club Sportivo Cienciano (Cusco)
- Colegio Nacional de Iquitos (Iquitos)
- Coronel Bolognesi Fútbol Club (Tacna)
- Foot Ball Club Melgar (Arequipa)
- José Gálvez FBC (Chimbote)
- Sport Boys Association (Callao)
- Universidad Técnica de Cajamarca (Cajamarca)
- Universitario de Deportes (Lima)

#### Uruguai
- Club Atlético Peñarol (Montevideo)
- Club Nacional de Football (Montevideo)
- Montevideo Wanderers Fútbol Club (Montevideo)
- Defensor Sporting Club (Montevideo)
- Liverpool Fútbol Club (Montevideo)
- Club Atlético River Plate (Montevideo)
- Danubio Fútbol Club (Montevideo)
- Rampla Juniors Fútbol Club (Montevideo)
- Racing Club de Montevideo (Montevideo)
- Club Atlético Bella Vista (Montevideo)
- Central Español Football Club (Montevideo)
- Club Atlético Progreso (Montevideo)
- Club Sportivo Miramar Misiones (Montevideo)
- Club Atlético Cerro (Montevideo)
- Institución Atlética Sud América (Montevideo)
- Rocha Fútbol Club (Rocha)
- Tacuarembó Fútbol Club (Tacuarembó)
- Central Uruguay Railway Cricket Club (Montevideo) (†)
- Deutscher Fussball Klub (Montevideo) (†)
- Dublin Football Club (Montevideo) (†)

#### Veneçuela
- Asociación Civil Mineros de Guayana (Puerto Ordaz)
- Asociación Civil Minervén Bolívar Fútbol Club (El Callao)
- Caracas Fútbol Club (Caracas)
- Club Sport Marítimo de Venezuela (Caracas)
- Deportivo Galicia Fútbol Club (Maracay)
- Deportivo Italia Fútbol Club (Caracas)
- Deportivo Táchira Fútbol Club (San Cristóbal)
- Estudiantes de Mérida Fútbol Club (Mérida)
- Portuguesa Fútbol Club (Acarígua)
- Universidad de Los Andes Fútbol Club (Mérida)
- Unión Atlético Maracaibo (Maracaibo)

#### Xile
- Club Social y Deportivo Colo-Colo (Santiago de Xile)
- Corporación de Fútbol de la Universidad de Chile (Santiago de Xile)
- Club Deportivo Universidad Católica (Santiago de Xile)
- Club de Deportes Unión Española (Santiago de Xile)
- Audax Club Sportivo Italiano (Santiago de Xile)
- Club Deportivo Palestino (Santiago de Xile)
- Club Deportivo Magallanes (Santiago de Xile)
- Corporación Club de Deportes Santiago Morning (Santiago de Xile)
- Corporación Deportiva Everton (Viña del Mar)
- Club de Deportes Santiago Wanderers (Valparaíso)
- Club Deportivo O'Higgins (Rancagua)
- Club de Deportes Cobreloa (Calama)
- Club Deportes Cobresal (El Salvador)
- Club Social y de Deportes Concepción (Concepción)
- Club Deportivo Universidad de Concepción (Concepción)
- Club Social de Deportes Rangers (Talca)
- Club Deportivo Huachipato (Talcahuano)
- Club de Deportes La Serena (La Serena)
- Club de Deportes Coquimbo Unido (Coquimbo)
- Club de Deportes Antofagasta (Antofagasta)
- Club de Deportes Unión San Felipe (San Felipe)
- Club de Deportes Iquique (Iquique)

### Amèrica del Nord, Central i Carib (CONCACAF)

#### Canadà
MLS
- Toronto FC (Toronto)
- Vancouver Whitecaps FC (Vancouver)
- Montreal Impact (Mont-real)

NASL
- Vancouver Whitecaps (Vancouver) (†)

#### Costa Rica
- Liga Deportiva Alajuelense (Alajuela)
- Asociación Deportiva Carmelita (Santa Bárbara)
- Club Sport Cartaginés (Cartago)
- Club Sport Herediano (Heredia)
- Asociación Deportiva Municipal Puntarenas (San Juan de Tibás)
- Puntarenas Fútbol Club (Puntarenas)
- Club Deportivo Saprissa (Puntarenas)
- Club de Futbol Universidad de Costa Rica (San José (Costa Rica))

#### Cuba
- Fútbol Club Ciego de Ávila (Ciego de Ávila)
- Fútbol Club Cienfuegos (Cienfuegos)
- Fútbol Club Ciudad de La Habana (l'Havana)
- Fútbol Club Holguín (Holguín)
- Fútbol Club Industriales (l'Havana)
- Fútbol Club La Habana (l'Havana)
- Fútbol Club Pinar del Río (Pinar del Río)
- Fútbol Club Sancti Spíritus (Sancti Spíritus)
- Fútbol Club Villa Clara (Villa Clara)

#### El Salvador
- Club Deportivo Águila (San Miguel)
- Alianza Fútbol Club (San Salvador)
- Club Deportivo Atlético Marte Quezaltepeque (San Salvador)
- Club Deportivo Futbolistas Asociados Santanecos (Santa Ana)
- Club Deportivo Luis Angel Firpo (Usulután)
- Club Deportivo Juventud Olímpica Metalio (Sonsonate)
- Asociación Deportiva Isidro Metapán (Metapán)
- Once Municipal (Ahuachapán)

#### Estats Units
MLS
- Atlanta United FC (Atlanta)
- Chicago Fire (Chicago)
- CD Chivas USA (Los Angeles) (†)
- Columbus Crew (Columbus)
- D.C. United (Washington)
- Colorado Rapids (Denver)
- Philadelphia Union (Filadèlfia)
- Football Club Dallas (Dallas)
- Houston Dynamo (Houston)
- Kansas City Wizards (Kansas City)
- Los Angeles FC (Los Angeles)
- Los Angeles Galaxy (Los Angeles)
- Miami Fusion FC (Miami) (†)
- Minnesota United FC (Minneapolis
- New York City FC (Nova York)
- New York Red Bulls (Nova York)
- New England Revolution (Boston)
- Portland Timbers (Portland)
- Real Salt Lake (Salt Lake City)
- San Jose Earthquakes (San José)
- Seattle Sounders FC (Seattle)
- Tampa Bay Mutiny (Tampa) (†)

NASL
- Fort Lauderdale Strikers (Fort Lauderdale) (†)
- Los Angeles Aztecs (Los Angeles) (†)
- New York Cosmos (Nova York) (†)
- San Diego Sockers (San Diego) (†)
- San Diego Toros (San Diego) (†)
- Seattle Sounders (Seattle) (†)
- Tampa Bay Rowdies (Tampa) (†)
- Washington Diplomats (Washington) (†)

#### Guatemala
- Aurora Fútbol Club (Guatemala)
- Club Social y Deportivo Cobán Imperial (Cobán)
- Club Social y Deportivo Comunicaciones (Guatemala)
- Club Deportivo Jalapa (Jalapa)
- Club Social y Deportivo Municipal (Guatemala)
- Club Deportivo Suchitepéquez (Mazatenango)
- Club de Foot-ball Tipografía Nacional (Guatemala)
- Club Social y Deportivo Xelajú Mario Camposeco (Quetzaltenango)

#### Haití
- Aigle Noir Athlétique Club (Port-au-Prince)
- Baltimore Sportif Club (Saint-Marc)
- Racing Club Haïtien (Port-au-Prince)
- Racing Football Club Gonaïves (Gonaïves)
- Tempête Football Club (Saint-Marc)
- Violette Athletic Club (Port-au-Prince)

#### Hondures
- Club Deportivo Marathón (San Pedro Sula)
- Club Deportivo Motagua (Tegucigalpa)
- Club Deportivo Olimpia (Tegucigalpa)
- Club Deportivo Platense (Puerto Cortés)
- Real Club Deportivo España (San Pedro Sula)
- Club Deportivo Victoria (La Ceiba)
- Club Deportivo y Social Vida (La Ceiba)

#### Jamaica
- Arnett Gardens FC (Kingston)
- Boys' Town FC (Kingston)
- Harbour View FC (Kingston)
- Naggo Head FC (Portmore)
- Portmore United FC (Portmore)
- Reno FC (Savanna-la-Mar)
- Seba United FC (Montego Bay)
- Tivoli Gardens FC (Kingston)
- Wadadah FC (Montego Bay)
- Waterhouse FC (Kingston)

#### Mèxic
- Club Atlético Monarcas Morelia (Morelia)
- Club Deportivo Atlas de Guadalajara (Guadalajara)
- Club Deportivo Guadalajara (Guadalajara)
- Club Deportivo Marte (Cuernavaca)
- Club Deportivo Nacional (Guadalajara)
- Club Deportivo Oro (Guadalajara)
- Club Deportivo Social y Cultural Cruz Azul (Ciutat de Mèxic)
- Club Deportivo Tiburones Rojos de Veracruz (Veracruz)
- Club de Fútbol América (Ciutat de Mèxic)
- Club de Fútbol Atlante (Ciutat de Mèxic)
- Club de Fútbol Asturias (Ciutat de Mèxic) (†)
- Club de Fútbol Monterrey (Monterrey)
- Club de Futbol Tecolotes de la U.A.G. (Guadalajara)
- Club Liceo Guadalajara (Guadalajara)
- Club Necaxa (Aguascalientes)
- Club San Luis (San Luis Potosí)
- Club Santos Laguna (Torreón)
- Club Tigres de la U.A.N.L. (Monterrey)
- Club U.N.A.M. (Ciutat de Mèxic)
- Deportivo Toluca Fútbol Club (Toluca de Lerdo)
- Jaguares de Chiapas Fútbol Club (Tuxtla Gutiérrez)
- Club de Fútbol Pachuca (Pachuca)
- Puebla Fútbol Club (Puebla de Zaragoza)
- Querétaro Fútbol Club (Santiago de Querétaro)
- Real Club España (Ciutat de Mèxic) (†)
- Reforma Athletic Club (Ciutat de Mèxic) (†)

#### Nicaragua
- América de Managua (Managua)
- Diriangén Fútbol Club (Diriamba)
- Club Deportivo Jalapa (Jalapa)
- Real Estelí Fútbol Club (Estelí)
- Club Deportivo Walter Ferretti (Managua)

#### Panamà
- Asociación Cívica, Social y Deportiva Alianza (Chilibre)
- Club Deportivo Árabe Unido (Colón)
- Asociación Fútbol Club Euro Kickers (Ciutat de Panamà) (†)
- Panamá Viejo Fútbol Club (Ciutat de Panamà)
- Club Deportivo Plaza Amador (Ciutat de Panamà)
- San Francisco Fútbol Club (La Chorrera)
- Academia de Fútbol Sporting'89 (San Miguelito)
- Tauro Fútbol Club (Ciutat de Panamà)

#### Surinam
- Federatie Culturele Sportvereniging Nacional (Paramaribo)
- Inter Moengotapoe (Moengo)
- Sport Vereniging Leo Victor (Paramaribo)
- Sport Vereniging Robinhood (Paramaribo)
- Sport Vereniging Transvaal (Paramaribo)
- Sport Vereniging Voorwaarts (Paramaribo)

#### Trinitat i Tobago
- Caledonia AIA (Malabar)
- Defence Force Football Club (Chaguaramas)
- Joe Public Football Club (Tunapuna)
- North East Stars Football Club (Sangre Grande)
- San Juan Jabloteh Football Club (San Juan)
- Tobago United (Scarborough)
- United Petrotrin (Palo Seco)
- W Connection Football Club (Marabella)

### Àfrica (CAF)

#### Algèria
- AS Khroub (Constantina)
- ASO Chlef (Chlef)
- CA Bordj Bou Arreridj (Bordj Bou Arreridj)
- CR Belouizdad (Alger)
- ES Sétif (Sétif)
- JS Kabylie (Tizi-Ouzou)
- JSM Bugia (Bugia)
- MC Alger (Alger)
- MC El Eulma (Sétif)
- MC Oran (Orà)
- MC Saïda (Saïda)
- MO Constantine (Constantina)
- MSP Batna (Batna)
- NA Hussein Dey (Alger)
- US Chaouia (Oum El Bouaghi)
- USM Alger (Alger)
- USM Annaba (Annaba)
- USM Blida (Blida)
- USM El Harrach (Alger)
- WA Tlemcen (Tlemcen)

#### Angola
- ASA (Luanda)
- Atlético Petróleos do Namibe (Namibe)
- Benfica Luanda (Luanda)
- Benfica Lubango (Lubango)
- Desportivo Huila (Huila)
- Inter (Luanda)
- Kabuscorp do Palanca (Luanda)
- GD Libolo (Cuanza-Sul)
- Onze Bravos do Maqui (Luena)
- Petro Huambo (Huambo)
- Petro Luanda (Luanda)
- Primeiro de Agosto (Luanda)
- Primeiro de Maio (Benguela)
- Sagrada Esperança (Dundo)
- Santos (Luanda)

#### Benin
- AS Dragons FC de l'Ouémé (Porto-Novo)
- Requins de l'Atlantique FC (Cotonou)
- Tonnerre d'Abomey FC (Abomey)
- ASPAC FC (Cotonou)
- USS Kraké (Porto-Novo)
- Buffles du Borgou FC (Parakou)
- Dynamo FC (Abomey)
- Mogas 90 FC (Porto-Novo)
- Espoir FC (Savalou)
- Panthères FC (Djougou)
- Soleil FC (Cotonou)
- Dynamo Unacob FC de Parakou (Malanville)
- Avrankou Omnisport FC (Avrankou)
- Mambas Noirs FC (Cotonou)

#### Botswana
- Boteti Young Fighters (Orapa)
- Botswana Defence Force XI (Gaborone)
- Botswana Meat Commission FC (Lobatse)
- Centre Chiefs (Mochudi)
- ECCO City Green (Francistown)
- Extension Gunners (Lobatse)
- Gaborone United (Gaborone)
- Jwaneng Comets (Jwaneng)
- Killer Giants (Ramotswa)
- Mochudi Centre Chiefs FC (Mochudi)
- Mogoditshane Fighters FC (Mogoditshane)
- Motlakase FC (Palapye)
- Nico United (Selibe-Pikwe)
- Notwane FC (Gaborone)
- Police XI (Otse)
- TAFIC (Francistown)
- Tati Sporting Club FC (Francistown)
- Township Rollers (Gaborone)
- Uniao Flamengo Santos FC (Gabane)

#### Burkina Faso
- Commune FC (Ouagadougou)
- Racing Club de Bobo (Bobo Dioulasso)
- Etoile Filante Ouagadougou (Ouagadougou)
- Rail Club du Kadiogo (Kadiogo)
- Bouloumpoukou FC (Koudougou)
- Union Sportive de la Comoé (Banfora)
- ASFA Yennega (Ouagadougou)
- Association Sportive SONABEL (Ouagadougou)
- Union Sportive des Forces Armées (Ouagadougou)
- Union Sportive du Yatenga ((Ouahigouya)
- Union Sportive de Ouagadougou (Ouagadougou)
- USFRAN (Bobo Dioulasso)
- Association Sportive des Fonctionnaires de Bobo (Bobo Dioulasso)
- Bobo Sport (Bobo Dioulasso)
- Boulgou FC (Tenkodogo)
- Silures Bobo-Dioulasso (Bobo Dioulasso) (†)

#### Burundi
- Vital'O FC (Bujumbura)
- AS Inter Star (Bujumbura)

#### Camerun
- Aigle Royal Menoua (Dschang)
- Caïman de Douala (Douala)
- Canon Yaoundé (Yaoundé)
- Cotonsport Garoua (Garoua)
- Espérance FC (Guider)
- FS d'Akonolinga (Akonolinga)
- Fovu Baham (Baham)
- Les Astres FC (Douala)
- Mount Cameroon FC (Buéa)
- Oryx Douala (Douala)
- Sable FC (Batié)
- Tiko United (Tiko)
- Tonnerre Yaoundé (Yaoundé)
- Union Douala (Douala)
- Unisport de Bafang (Bafang)
- Université FC de Ngaoundéré (Ngaoundéré)

#### Cap Verd
- Académica Praia (Praia)
- Académica Operária (Sal Rei)
- Associação Académica do Mindelo (Mindelo)
- Boavista Futebol Clube Praia (Praia)
- Clube Desportivo Travadores (Praia)
- CS Mindelense (Mindelo)
- Estrela dos Amadores (Tarrafal)
- FC Ultramarina (Tarrafal)
- Futebol Clube de Derby (Mindelo)
- Foguetões (Paúl)
- Onze Unidos (Vila do Maio)
- Sal-Rei Futebol Clube (Sal Rei)
- SC Santa Maria (Santa Maria)
- Sporting Clube da Praia (Praia)
- Sporting Clube do Porto Novo (Porto Novo)

#### Costa d'Ivori
- Africa Sports National (Abidjan)
- ASEC Mimosas (Abidjan)
- ASC Ouragahio (Ouragahio)
- Denguelé Sports d'Odienné (Odienné)
- Entente Sportive de Bingerville (Bingerville)
- Issia Wazi (Issia)
- Jeunesse Club d'Abidjan (Abidjan)
- Société Omnisports de l'Armée (Yamoussoukro)
- Réveil Club de Daloa (Daloa)
- Sabé Sports de Bouna (Bouna)
- Sporting Club de Gagnoa (Gagnoa)
- Stade d'Abidjan (Abidjan)
- Stella Club d'Adjamé (Abidjan)
- USC Bassam (Grand-Bassam)

#### Djibuti
- AS Ali Sabieh Djibouti Telecom (Djibouti)
- Société Immobiliére de Djibouti (Kartileh)
- AS Compagnie Djibouti-Ethiopie (Djibouti)
- Gendarmerie Nationale (Djibouti)
- AS Boreh (Djibouti)
- Force Nationale de Police (Djibouti)

#### Egipte
- Al Moqaouloun al-Arab (El Caire)
- Al-Ahly SC El Caire (El Caire)
- El-Ittihad Alexandria (Alexandria)
- El-Olympi Alexandria (Alexandria)
- Ismaily Sporting Club (Ismaïlia)
- Tersana Sporting Club (Guiza)
- Zamalek Sporting Club (El Caire)

#### Etiòpia
- Awassa City Football Club (Awassa)
- Defence Sports Club (Addis Abeba)
- Ethiopian Coffee Sport Club (Addis Abeba)
- Ethiopian Electric Power Corporation Football Club (Addis Abeba)
- Ethiopian Insurance Football Club (Addis Abeba)
- Harrar Beer Bottling Football Club (Harar)
- Muger Cement (Adama)
- Saint George Sport Association (Addis Abeba)

#### Eritrea
- Red Sea FC (Asmara)
- Mdlaw Megbi (Asmara)
- Al Tahrir (Asmara)
- Asmara Brewery (Asmara)

#### Gabon
- AS Mangasport (Moanda)
- ASCM Moanda (Moanda)
- AS Stade Mandji (Port-Gentil)
- Delta Téléstar Gabon Télécom FC (Libreville)
- FC 105 (Libreville)
- Missile FC (Libreville)
- Sogéa FC (Libreville)
- US Bitam (Bitam)
- US Oyem (Oyem)
- US O'Mbilia Nzami (Libreville)
- Wongosport (Lastoursville)

#### Gàmbia
- Gambia Ports Authority FC (Banjul)
- Real de Banjul FC (Banjul)
- Wallidan FC (Banjul)

#### Ghana
- All Blacks (Swedru)
- All Stars (Wa)
- Asante Kotoko (Kumasi)
- AshantiGold (Obuasi)
- Berekum Arsenal (Berekum)
- Great Olympics (Accra)
- Heart of Lions (Kpandu)
- Hearts of Oak (Accra)
- Kessben (Prempeh)
- King Faisal Babes (Kumasi)
- Kumasi Asante Kotoko (Kumasi)
- Liberty Professionals (Accra)
- Sekondi Eleven Wise Football Club (Sekondi-Takoradi)
- Sekondi Hasaacas (Sekondi-Takoradi)
- Real Tamale United (Tamale)
- Real Sportive (Tema)
- Tema Youth (Tema)
- Zaytuna (Accra)

#### Guinea
- Association Sportive Kaloum Star (Conakry)
- Association Sportive des Mineurs de Sangarédi (Boké)
- Association des Forces Armées de Guinée (Conakry)
- Fello Star de Labé (Labé)
- Hafia Football Club (Conakry)
- Horoya Athlétique Club (Conakry)
- Satellite Football Club (Conakry)

#### Guinea Bissau
- Sporting Clube de Bissau (Bissau)
- Sport Bissau e Benfica (Bissau)
- Clube de Futebol Os Balantas (Mansôa)

#### Guinea Equatorial
- Renacimiento FC (Malabo)
- Atlético Malabo (Malabo)
- Sony Elá Nguema (Malabo)
- The Panters FC (Malabo)
- Dragón Fútbol Club (Bata)
- Akonangui FC (Akonangui)

#### Kenya
- AFC Leopards SC (Nairobi)
- Agro-Chemical (Muhoroni)
- Chemelil Sugar FC (Chemelil)
- Coast Stars (Mombasa)
- Gor Mahia (Nairobi)
- Kenya Commercial Bank (Nairobi)
- Tusker FC (Nairobi)

#### Lesotho
- Lioli FC (Teyateyaneng)
- Lesotho Correctional Services (Maseru)
- Matlama FC (Maseru)

#### Libèria
- Black Star FC (Monròvia)
- FCAK-Liberia (Monròvia)
- Gedi & Sons FC (Monròvia)
- Invincible Eleven (Monròvia)
- LISCR FC (Monròvia)
- LPRC Oilers (Monròvia)
- Mighty Barolle (Monròvia)
- MB Angels FC (Monròvia)
- MC Breweries (Monròvia)
- NPA Anchors (Monròvia)
- Watanga FC (Watanga)

#### Líbia
- Al-Ahly Bengasi (Bengasi)
- Al-Akhdar Al Bayda (Al Bayda')
- Al-Madina Trípoli (Trípoli)
- Al-Olomby Az Zawiyah (Az Zawiyah)
- Al-Tahaddy (Bengasi)
- Al-Ahly Trípoli (Trípoli)
- Al-Hilal Bengasi (Bengasi)
- Al-Ittihad Trípoli (Trípoli)
- Al-Nasr Bengasi (Bengasi)

#### Madagascar
- CNaPS Sport (Miarinarivo)
- Ajesaia (Antananarivo)
- Académie Ny Antsika (Vakinankaratra)
- AS Adema (Antananarivo)

#### Malawi
- MTL Wanderers (Blantyre)
- Escom United (Blantyre)
- Silver Strikers (Lilongwe)

#### Mali
- AS Bakaridjan de Barouéli (Barouéli)
- AS Bamako (Bamako)
- AS Korofina (Bamako)
- AS Nianan (Koulikoro)
- AS Real Bamako (Bamako)
- CS Duguwolofila (Koulikoro)
- Centre Salif Keita (Bamako)
- Cercle Olympique de Bamako (Bamako)
- Débo Club de Mopti (Mopti)
- Djoliba AC (Bamako)
- Onze Créateurs de Niaréla (Bamako)
- Stade Malien (Bamako)
- Stade Malien de Sikasso (Sikasso)
- USFAS Bamako (Bamako)

#### Marroc
- AS Salé (Salé)
- Chabab Mohammédia (Mohammédia)
- Club Olympique de Casablanca (Casablanca)
- Difaa El Jadida (El Jadida)
- FAR Rabat (Rabat)
- Fath Union Sport de Rabat (Rabat)
- Forces Armées Royales Rabat (Rabat)
- Hassania Agadir (Agadir)
- KAC Kenitra (Kenitra)
- Kawkab Marrakech (Marrakech)
- Kénitra Athletic Club (Kenitra)
- Maghreb Fès (Fes)
- Moghreb Athlétic de Tétouan (Tetuan)
- Mouloudia Club d'Oujda (Oujda)
- OC Khouribga (Khouribga)
- Olympique Safi (Safi)
- Racing Athlétic Club de Casablanca (Casablanca)
- Raja Club Athlétic Casablanca (Casablanca)
- Sporting Club Chabab de Mohammédia (Mohammédia)
- Wydad Casablanca (Casablanca)
- Club Atlético Tetuán (Tetuan)⁵ (†)

5: Participava en les competicions espanyoles.

#### Mauritània
- ASC SNIM (Nouadhibou)
- ASC Armée (Nouakchott)
- ASAC Concorde (Nouakchott)
- ASC El Ahmedi FC de Sebkha (Nouakchott)
- ASC Garde Nationale (Nouakchott)
- ASC Ksar (Nouakchott)
- ASC Mauritel Mobile FC (Nouakchott)
- ASC Police (Nouakchott)
- ASC Nasr de Sebkha (Nouakchott)
- FC Trarza (Rosso)
- FC Nouadhibou (Nouadhibou)

#### Moçambic
- Clube de Desportos da Costa do Sol (Maputo)
- Clube de Desportos do Maxaquene (Maputo)
- Clube Ferroviário da Beira (Beira)
- Clube Ferroviário de Maputo (Maputo)
- Clube Ferroviário de Nampula (Nampula)
- Grupo Desportivo Estrela Vermelha de Maputo (Maputo)
- Grupo Desportivo de Maputo (Maputo)
- Textáfrica do Chimoio (Chimoio)

#### Namíbia
- African Stars (Windhoek)
- Black Africa FC (Windhoek)* Oshakati City FC (Oshakati)
- Blue Waters Football Club (Walvis Bay)
- Chief Santos (Tsumeb)
- Eleven Arrows (Walvis Bay)
- FC Civics (Windhoek)
- Hotspurs FC (Windhoek)
- Mighty Gunners (Otjiwarongo)
- Orlando Pirates (Windhoek)
- Ramblers (Windhoek)
- SK Windhoek (Windhoek)
- United Africa Tigers (Windhoek)

#### Nigèria
- Enugu Rangers (Enugu)
- Heartland FC (Owerri)
- Kano Pillars FC (Kano)
- Wikki Tourists (Bauchi)
- Niger Tornadoes (Minna)
- Ocean Boys FC (Brass)
- Akwa United (Uyo)
- Bayelsa United FC (Yenegoa)
- Enyimba International FC (Aba)
- Gombe United FC (Gombe)
- Lobi Stars (Makurdi)
- Nasarawa United (Lafia)
- Zamfara United FC (Gusau)
- Sharks FC (Port Harcourt)
- Sunshine Stars (Akure)
- JUTH FC (Jos)
- Bendel Insurance FC (Benin City)
- Shooting Stars Sports Club (Ibadan)

#### Níger
- AS-FNIS (Niamey)
- Sahel SC (Niamey)
- Olympic Football Club (Niamey)
- AS Police (Niamey)
- AS Douanes (Niamey)
- ASFAN (Niamey)
- Zumunta AC (Niamey)
- Association Sportive NIGELEC (Niamey)
- Union Sportive Gendarmerie Nationale (Tillabéri)
- ASAF Zinder (Zinder)
- Espoir FC (Zinder)
- Jangorzo FC (Maradi)
- Jeunesse Sportive du Ténéré (Niamey)
- Dan Baskoré FC (Maradi)
- Akokana FC d'Arlit (Agadez)
- Urana FC d'Arlit (Agadez)
- Dan Gourmou FC (Tahoua)
- Malbaza FC (Malbaza)
- Entente FC (Dosso)
- Lada FC (Diffa)
- AS Soniantcha (Tillabéri)

#### Rep. Centreafricana
- Stade Centrafricain (Bangui)

#### Rep. del Congo
- CARA Brazzaville (Brazzaville)
- Diables Noirs (Brazzaville)
- Étoile du Congo (Brazzaville)
- Inter Club Brazzaville (Brazzaville)
- Patronage Sainte-Anne (Brazzaville)
- Saint Michel d'Ouenzé (Brazzaville)
- Vita Club Mokanda (Pointe-Noire)

#### Rep. Dem. del Congo
- Amicale Sportive Dragons (Kinshasa)
- Association Sportive Vita Club (Kinshasa)
- Daring Club Motema Pembe (Kinshasa)
- FC Saint Eloi Lupopo (Lubumbashi)
- Tout Puissant Mazembe (Lubumbashi)

#### Ruanda
- Amagaju (Bugesera)
- APR FC (Kigali)
- AS Kigali (Kigali)
- ATRACO FC (Kigali)
- Electrogaz FC (Kigali)
- Etincelles FC (Gisenyi)
- Marines FC (Gisenyi)
- Mukura Victory Sports FC (Butare)
- Police FC (Kibungo)
- Rayon Sport (Kigali)
- SC Kiyovu Sport (Kigali)
- Kibuye FC (Kibuye)
- La Jeunesse FC (Kigali)

#### Senegal
- AS Douanes (Dakar)
- ASC HLM (Dakar)
- ASC Diaraf (Dakar)
- ASC Jeanne d'Arc (Dakar)
- UCST Port Autonome (Dakar)
- Dakar UC (Dakar)
- RS Dakar (Dakar)
- Guédiawaye FC (Dakar)
- ASC Xam Xam (Dakar)
- US Gorée (Dakar)
- US Ouakam (Dakar)
- ASC Yakaar (Rufisque)
- Thiès Football Club (Thiès)
- Stade Mbour (M'Bour)
- ASC Saloum (Kaolack)
- ASC Linguère (Saint-Louis)
- Casa Sport (Ziguinchor)
- ASEC Ndiambour (Louga)
- ASC SUNEOR (Diourbel)
- CNEPS Excellence (Thiès)

#### Sierra Leone
- F.C. Kallon (Freetown)
- Diamond Stars (Koidu Town)
- Ports Authority (Freetown)
- Bo Rangers (Bo)
- East End Lions (Freetown)
- Wusum Stars (Makeni)
- Bai Bureh Warriors (Port Loko)
- Mighty Blackpool (Freetown)
- Golden Dragons (Magburaka)
- Central Parade (Freetown)
- Nepean Stars (Bo)
- Old Edwardians (Freetown)
- Kamboi Eagles (Kenema)
- Real Republicans FC (Freetown)
- Wellinton People (Freetown)

#### Somàlia
- Banaadir Telecom Football Club (Muqdisho)
- Elman Football Club (Muqdisho)

#### Sud-àfrica
- Ajax Cape Town (Ciutat del Cap)
- Kaizer Chiefs (Soweto)
- Orlando Pirates (Johannesburg)
- Mamelodi Sundowns (Pretòria)
- Golden Arrows (Durban)
- AmaZulu Football Club (Durban)
- Bloemfontein Celtic Football Club (Bloemfontein)
- Free State Stars Football Club (Bethlehem)
- Highlands Park Football Club (Johannesburg)
- Jomo Cosmos Football Club (Johannesburg)
- Moroka Swallows Football Club (Johannesburg)
- Platinum Stars Football Club (Mafikeng)
- Santos Football Club (Ciutat del Cap)
- Supersport United Football Club (Pretòria)

#### Sudan
- Al-Ahli Wad Medani (Wad Medani)
- Al-Hilal Kadougli (Kadougli)
- Al-Hilal Omdurman (Omdurman)
- Al-Hilal Port Sudan (Port Sudan)
- Al-Ittihad Wad Medani (Wad Medani)
- Al-Merreikh (Omdurman)
- Al-Mourada (Omdurman)
- Al-Nil Al-Hasahesa (Al-Hasahesa)
- Amal Atbara (Atbara)
- Hay al-Arab Port Sudan (Port Sudan)
- Jazeerat Al-Feel (Wad Medan)
- Khartoum-3 (Khartum)

#### Swazilàndia
- Eleven Men in Flight (Siteki)
- Green Mamba (Big Bend)
- Malanti Chiefs (Pigg's Peak)
- Manzini Sundowns (Manzini)
- Manzini Wanderers (Manzini)
- Mbabane Highlanders (Mbabane)
- Mbabane Swallows (Mbabane)
- Mhlambanyatsi Rovers (Mhlambanyatsi)
- Royal Leopards (Simunye)
- Young Buffaloes (Simunye)
- Umbelebele/Jomo Cosmos (Mhlume)

#### Tanzània
- Moro United Football Club (Morogoro)
- Mtibwa Sugar Football Club (Turiani)
- Pan African Football Sport Club (Dar es Salaam)
- Prisons Football Club (Mbeya)
- Simba Sports Club (Dar es Salaam)
- Young Africans Football Club (Dar es Salaam)

#### Togo
- Abou Ossé FC (Anié)
- Maranatha FC (Fiokpo)
- ASKO Kara (Kara)
- US Masséda (Masséda)
- Kotoko FC (Lavié)
- AC Merlan (Lomé)
- AS Douane (Lomé)
- AS Togo-Port (Lomé)
- Dynamic Togolais (Lomé)
- Etoile Filante de Lomé (Lomé)
- Togo Telecom FC (Lomé)
- AC Semassi FC (Sokodé)
- Tchaoudjo AC (Sokodé)
- Gomido FC (Kpalime)
- Foadan FC (Dapaong)
- Olympique Club Agaza Omnisports (Lomé)

#### Tunísia
- Club Africain Tunis (Tunis)
- Club Athlétique Bizertin (Bizerte)
- Club Sportif Sfaxien (Sfax)
- Club Sportif de Hammam-Lif (Hammam-Lif)
- Espérance Sportive de Tunis (Tunis)
- Étoile Sportive du Sahel (Sussa)
- Sfax Railways Sports (Sfax)
- Stade Tunisien (Tunis)

#### Txad
- Renaissance FC (N'Djamena)
- Elect Sport (N'Djamena)
- Gazelle FC (N'Djamena)

#### Uganda
- Bunamwaya SC (Wakiso Town)
- Express Red Eagles (Kampala)
- Kampala City Council FC (Kampala)
- Nalubaale FC (Buikwe)
- Police FC (Jinja)
- Simba FC (Lugazi)
- Villa SC (Kampala)
- Uganda Revenue Authority SC (Kampala)

#### Zàmbia
- Chambishi FC (Chambishi)
- City of Lusaka (Lusaka)
- Green Buffaloes (Lusaka)
- Green Eagles FC (Kabwe)
- Kabwe Warriors (Kabwe)
- Konkola Blades (Chililabombwe)
- Lusaka Dynamos (Lusaka)
- Nchanga Rangers (Chingola)
- Nkana F.C (Kitwe)
- Nkwazi (Lusaka)
- Power Dynamos (Kitwe)
- Red Arrows (Lusaka)
- Roan United (Luanshya)
- Young Arrows (Lusaka)
- Zanaco (Lusaka)
- Zesco United (Ndola)
- Forest Rangers Football Club (Ndola)

#### Zimbabwe
- CAPS (Chitungwiza)
- CAPS United (Harare)
- Chapungu United (Gweru)
- Dynamos (Harare)
- Eastern Lions (Mutare)
- Gunners FC (Harare)
- Highlanders (Bulawayo)
- Kiglon FC (Chitungwiza)
- Lancashire Steel (Kwekwe)
- Lengthens (Harare)
- Manzo Coldplays (Harare)
- Masvingo United (Masvingo)
- Monomotapa United (Harare)
- Motor Action (Harare)
- Njube Sundowns (Bulawayo)
- Shooting Stars (Harare)
- Underhill FC (Beitbridge)
- Black Rhinos Football Club (Harare)
- Zimbabwe Saints Football Club (Bulawayo)

### Àsia (AFC)

#### Aràbia Saudita
- Al-Ahli SC Jeddah (Jiddah)
- Al-Hilal Al Saudi FC Al-Riyad (Al-Riyad)
- Al-Ittifaq Club Dammam (Dammam)
- Al-Ittihad Club Jeddah (Jiddah)
- Al-Nassr Al-Riyad (Al-Riyad)
- Al-Qadisiya Club Al Khubar (Al Khubar)
- Al-Riyadh SC (Al-Riyad)
- Al-Shabab Club Al-Riyad (Al-Riyad)
- Al-Wahda Club La Meca (La Meca)

#### Austràlia
- Adelaide United FC (Adelaida)
- Brisbane Roar FC (Brisbane)
- Central Coast Mariners FC (Gosford)
- Gold Coast United FC (Gold Coast)
- Melbourne City FC (Melbourne)
- Melbourne Victory FC (Melbourne)
- Newcastle United Jets FC (Newcastle)
- North Queensland Fury FC (Townsville)
- Perth Glory FC (Perth)
- Sydney Football Club (Sydney)

#### Bahrain
- Al Ahli Club Manama (Al-Manama)
- Al Muharraq SC (Al Muharraq)
- Bahrain Club (Al-Manama)
- Bahrain Riffa Club (Riffa)
- East Riffa Club (Riffa)

#### Corea del Nord
- 4.25 Sports Group (Namp'o)
- Amrokgang Sports Group (Pyongyang)
- Kigwancha Sports Group (Sinuiju)
- Pyongyang City Sports Group (Pyongyang)

#### Corea del Sud
- Ansan Hallelujah FC (Ansan)
- Busan I'Park (Busan)
- Chunnam Dragons (Gwangyang)
- Daegu Citizen PFC (Daegu)
- Daejeon Citizen FC (Daejeon)
- Football Club Seoul (Seül)
- Gangwon Football Club (Gangneung/Chuncheon)
- Goyang Kookmin Bank FC (Goyang)
- Gwangju Sangmu Phoenix (Gwangju)
- Gyeongnam Football Club (Changwo)
- Incheon United FC (Incheon)
- Jeju United FC (Ciutat de Jeju)
- Jeonbuk Hyundai Motors FC (Jeonju)
- Pohang Steelers FC (Pohang)
- Seongnam Ilhwa Chunma (Seongnam)
- Suwon Samsung Bluewings FC (Suwon)
- Ulsan Hyundai Horang-i (Ulsan)

#### Emiràts Àrabs Units
- Ajman Club (Ajman)
- Al-Ahli Club Dubai (Dubai)
- Al-Ain SCC (Al Ain)
- Al-Jazira SC Abu Dhabi (Abu Dhabi)
- Al-Nasr SC Dubai (Dubai)
- Al-Sha'ab CSC Sharjah (Sharjah)
- Al-Shabab Al-Arabi Club Dubai (Dubai)
- Al-Sharjah SCC (Sharjah)
- Al-Wahda SCC Abu Dhabi (Abu Dhabi)
- Al-Wasl SC Dubai (Dubai)

#### Filipines
- Bohemian Sporting Club (Manila) (†)

#### Iemen
- Al Hilal Al Sahely Al Hudaydah (al-Hudayda)

#### Indonèsia
- Persib Bandung (Bandung)
- Persija Jakarta (Jakarta)
- Persipura Jayapura (Jayapura)
- Persik Kediri (Kediri)
- PSIS Semarang (Semarang)
- Persis Solo (Surakarta)
- PSM Makassar (Makassar)
- PSMS Medan (Medan)
- Pelita Jaya (Soreang)
- Persebaya Surabaya (Surabaya)

#### Iran
- Bargh Shiraz FC (Siraz)
- Moghavemat Sepasi FC (Siraz)
- Esteghlal Ahvaz FC (Ahvaz)
- Esteghlal FC (Teheran)
- Foolad FC (Ahvaz)
- Sepahan FC (Esfahan)
- Malavan FC (Bandar-e Anzali)
- PAS Hamedan FC (Hamedan)
- PAS Tehran FC (Teheran) (†)
- Paykan FC (Qazvin)
- Persepolis FC (Teheran)
- Saipa FC (Karaj)
- Shahin FC (Teheran) (†)
- Zob Ahan FC (Esfahan)

#### Iraq
- Al-Jaish SC Bagdad (Bagdad)
- Al-Karkh SC Bagdad (Bagdad)
- Al-Mina'a SC Bàssora (Bàssora)
- Al-Quwa Al-Jawiya FC Bagdad (Bagdad)
- Al-Shorta FC Bagdad (Bagdad)
- Al-Sina'a SC Bagdad (Bagdad)
- Al-Talaba SC Bagdad (Bagdad)
- Al-Zawraa SC Bagdad (Bagdad)
- Erbil Sport Club (Erbil)

#### Japó
- Albirex Niigata (Niigata)
- Avispa Fukuoka (Fukuoka)
- Cerezo Osaka (Osaka)
- Consadole Sapporo (Sapporo)
- Ehime FC (Matsuyama)
- Fagiano Okayama FC (Okayama)
- FC Gifu (Gifu)
- FC Tokyo (Tòquio)
- Gamba Osaka (Suita)
- JEF United Ichihara Chiba (Ichihara/Chiba)
- Júbilo Iwata (Iwata)
- Kashima Antlers (Kashima)
- Kashiwa Reysol (Kashiwa)
- Kataller Toyama (Toyama)
- Kawasaki Frontale (Kawasaki)
- Kyoto Sanga FC (Kyoto)
- Mito HollyHock (Mito)
- Montedio Yamagata (Yamagata)
- Nagoya Grampus (Nagoya)
- Oita Trinita (Oita)
- Omiya Ardija (Saitama)
- Roasso Kumamoto (Kumamoto)
- Sagan Tosu (Tosu)
- Sanfrecce Hiroshima (Hiroshima)
- Shimizu S-Pulse (Shimizu)
- Shonan Bellmare (Hiratsuka)
- Thespa Kusatsu (Maebashi)
- Tochigi SC (Utsunomiya)
- Tokushima Vortis (Tokushima)
- Tokyo Verdy (Tòquio)
- Urawa Red Diamonds (Saitama)
- Vegalta Sendai (Sendai)
- Ventforet Kofu (Kofu)
- Vissel Kobe (Kobe)
- Yokohama F. Marinos (Yokohama)
- Yokohama FC (Yokohama)

#### Jordània
- Al-Faisaly Club Amman (Amman)
- Al-Ramtha SC Irbid (Irbid)
- Al-Wihdat Club Amman (Amman)
- Shabab Al Ordon Al Qadisiya (Amman)

#### Kuwait
- Al-Arabi SC Kuwait (Al-Kuwait)
- Al-Kuwait SC (Al-Kuwait)
- Al-Qadisiya SC Kuwait (Al-Kuwait)
- Kazma SC Kuwait (Al-Kuwait)

#### Líban
- Al-Ahed Beirut (Beirut)
- Al-Ahli Sidó (Sidó)
- Al-Ansar SC Beirut (Beirut)
- Al-Hikma Beirut (Beirut)
- Al-Nejmeh SC Beirut (Beirut)
- Al-Tadamon SC Tir (Tir)
- Homenetmen Beirut FC (Beirut)
- Homenmen Beirut FC (Beirut)
- Racing Club de Beirut (Beirut)
- Safa SC Beirut (Beirut)
- Trípoli Sporting Club (Trípoli)

#### Myanmar
- Delta United Football Club (Pathein)
- Kanbawza Football Club (Taunggyi)
- Magway Football Club (Yangon)
- Okkthar United Football Club (Taungoo)
- Southern Myanmar United Football Club (Mawlamyaing)
- Yadanarbon Football Club (Mandalay)
- Yangon United Football Club (Yangon)
- Zayar Shwe Myay Football Club (Monywa)

#### Oman
- Al Oruba Sur (Sur)
- Al Seeb Club (As Sib)
- Al-Nahda Muscat Club (Masqat)
- Al-Nasr Club Salalah (Salalah)
- Dhofar FC Salalah (Salalah)
- Muscat Club (Masqat)
- Sur Club (Sur)

#### Qatar
- Al-Ahli SC Doha (Doha)
- Al-Arabi SC Doha (Doha)
- Al-Gharafa Sports Club (Doha)
- Al-Khor SC (Al-Khor)
- Al-Rayyan SC (Ar Rayyan)
- Al-Sadd SC Doha (Doha)
- Al-Wakrah SC (Al-Wakrah)
- Qatar SC Doha (Doha)

#### Síria
- Al-Futowa Dayr al-Zor (Dayr al-Zor)
- Al-Horriya Alep (Alep)
- Al-Ittihad Alep (Alep)
- Al-Jaish Damasc (Damasc)
- Al-Karamah SC Homs (Homs)
- Al-Majd Damasc (Damasc)
- Al-Shorta Damasc (Damasc)
- Al-Wahda Damasc (Damasc)
- Hutteen SC Latakia (Latakia)
- Jableh Sporting Club (Jableh)
- Teshrin SC Latakia (Latakia)

#### Tailàndia
- BEC Tero Sasana Football Club (Bangkok)
- Bangkok Bank Football Club (Bangkok)
- Chonburi Football Club (Si Racha)
- Chula United Football Club (Bangkok)
- Krung Thai Bank Football Club (Bangkok)
- Royal Thai Air Force Football Club (Bangkok)
- Thai Port Football Club (Bangkok)

#### Tadjikistan
- Dynamo Dushanbe (Duixanbe)
- FC Vakhsh Qurghonteppa (Qurghonteppa)
- Regar-TadAZ Tursunzoda (Tursunzoda)
- SKA-Pamir Dushanbe (Duixanbe)

#### Turkmenistan
- Futbol Kluby Aşgabat (Aşgabat)
- HTTU Aşgabat (Aşgabat)
- Köpetdag Aşgabat (Aşgabat)
- Nisa Aşgabat (Aşgabat)

#### Uzbekistan
- FK Bunyodkor Tashkent (Taixkent)
- FK Dinamo Samarcanda (Samarcanda)
- FK Mash'al Mubarek (Muborak)
- FK Nasaf Qarshi (Qarshi)
- FK Navbahor Namangan (Namangan)
- FK Neftchi Fergana (Fergaba)
- FK Pakhtakor Tashkent (Taixkent)
- FK Sogdiana Djizak (Djizak)

### Oceania (OFC)

#### Nova Zelanda
- Auckland City FC (Auckland)
- Canterbury United (Christchurch)
- Hawke's Bay United (Napier)
- Napier City Rovers (Napier)
- New Zealand Knights FC (Auckland) (†)⁵
- Otago United (Dunedin)
- Team Wellington (Wellington)
- Waikato FC (Hamilton)
- Waitakere United (Auckland)
- Wellington Phoenix FC (Wellington)⁵
- YoungHeart Manawatu (Palmerston North)

5: Participa en les competicions australianes